# SCAPIN
連合国最高司令官指令（れんごうこくさいこうしれいかんしれい、Supreme Commander for the Allied Powers Directive）とは、連合国最高司令官（SCAP: Supreme Commander for the Allied Powers）から日本国政府宛てに発せられた基礎的施策を定める指示およびそれを拡充する訓令である。当該指令に係る文書にはSCAP Index Numberと呼ばれる番号が「SCAPIN-○○」という形で付されることから「SCAPIN」（スキャッピン）と通称される。「連合国軍最高司令官指令」や「連合国軍最高司令部指令」と呼ばれることもあるほか、「対日指令」とも略称される。なお、行政的（administrative）な指示であり、「SCAPIN-○○A」という形でSCAP Index Numberが付される「SCAPIN-A」とは区別される。

## 総説
第二次世界大戦の戦後処理において、連合国が主導する連合国軍最高司令官総司令部（GHQ/SCAP、日本では通称「GHQ」）より様々な指令が出された。その内容は検閲（日本における検閲）の規定、国旗掲揚の許可、漁業権の範囲を定めるもの、農地改革、など多岐に渡る。それらの目的は日本から国家主義と軍国主義を一掃することとされている。
SCAPINは、1945年（昭和20年）9月2日のSCAPIN-1（一般命令第一号）から1952年（昭和27年）4月26日のSCAPIN-2204まで出された。
1952年（昭和27年）4月28日、日本国との平和条約（サンフランシスコ講和条約）の発効に伴い、一部の特別な協定の結ばれたものを除き失効した。

## 日本の領土問題に影響を及ぼしているSCAPIN

### SCAPIN-677　（日本の範囲）
日本の行政権の行使に関する範囲に言及した第677号において、伊豆諸島、小笠原諸島、北緯30度以南の南西諸島、竹島、鬱陵島、済州島、千島列島、色丹島および歯舞群島が除かれている。これらの地域のうち、サンフランシスコ講和条約発効前に日本に復帰したのは伊豆諸島とトカラ列島のみで、伊豆諸島は1946年（昭和21年）3月22日、トカラ列島は1952年（昭和27年）2月10日に日本に復帰した。一方、（2016年）現在でも竹島を占拠する韓国と、千島列島、色丹島、歯舞群島を占拠するロシアは、この文書を自国の領有根拠の一つとしており、日本との間で領土問題が続いている。

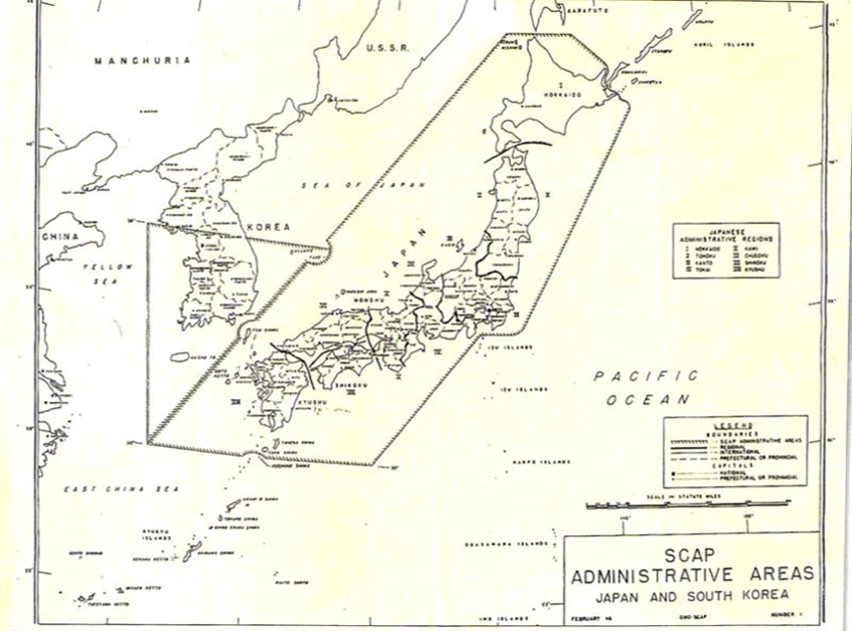
SCAPIN-677によって決められた日本の施政権が及ぶ範囲

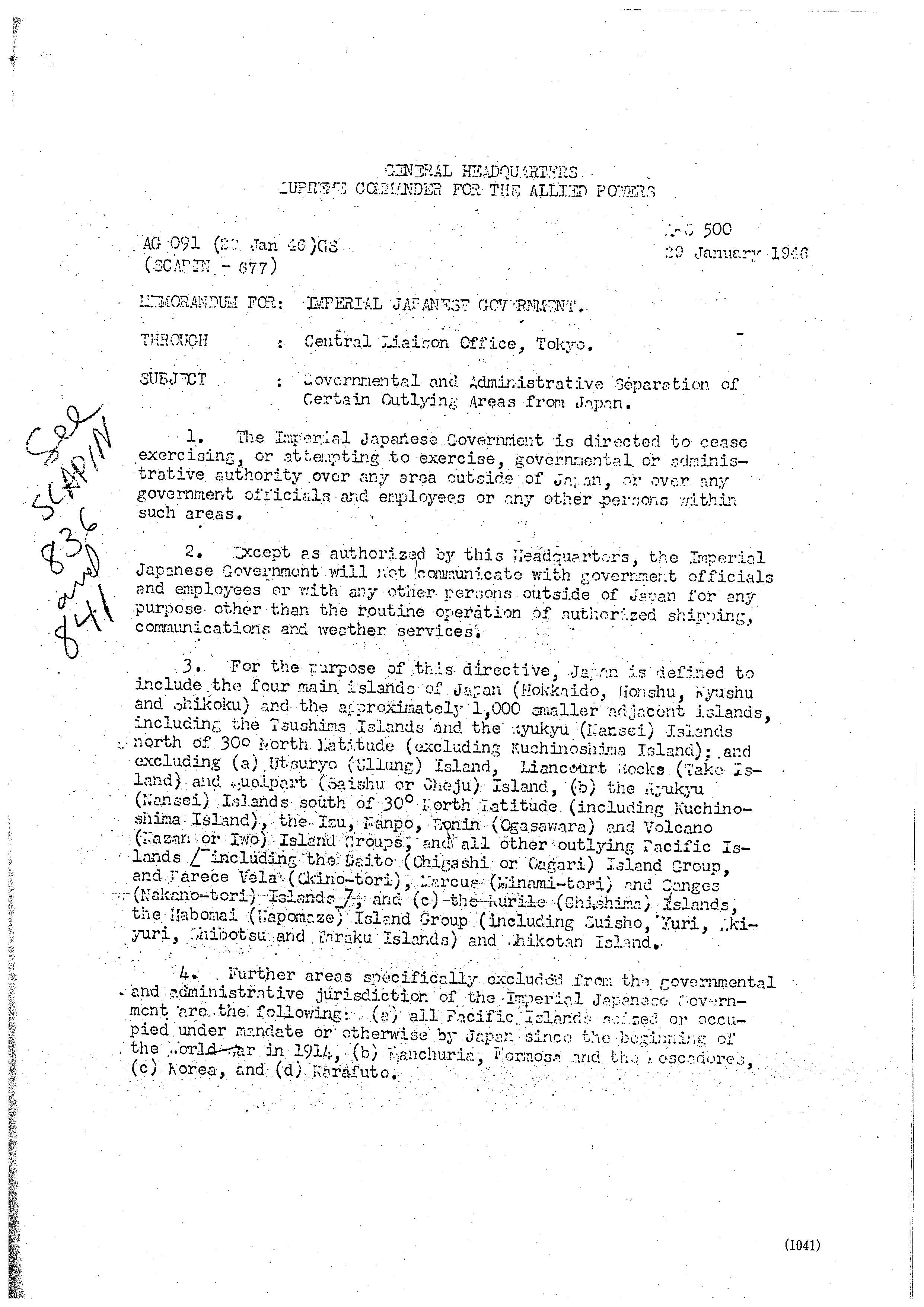
SCAPIN-677 （1ページ目）

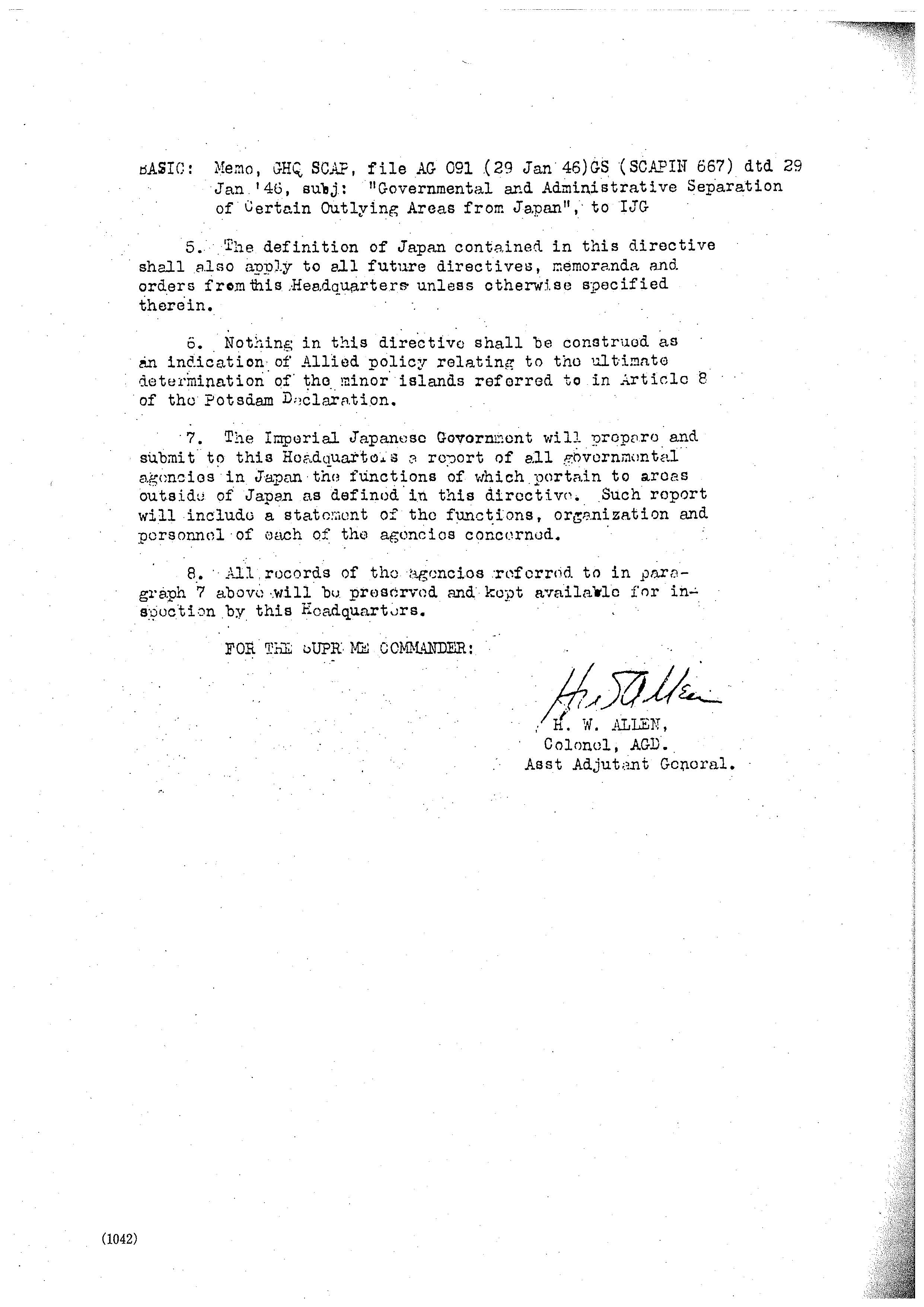
SCAPIN-677 （2ページ目）

しかし、SCAPの上部組織である極東委員会には軍事作戦行動や領域の調整に関する権限が与えられていない。それを踏まえてこの文書の第6項には「この指令中の条項は何れも、ポツダム宣言の第8条にある小島嶼の最終的決定に関する連合国側の政策を示すものと解釈してはならない。」と、これが暫定的な指令である旨が明示されている。
中ノ鳥島は大正時代の大規模探索でも発見されず、1943年（昭和18年）には日本海軍の機密水路図誌から削除されたものの、一般の地図には記載が残っていたため、第677号において言及されている（一般の水路図誌から削除されたのは発令10ヶ月後の1946年〈昭和21年〉11月22日）。
また、SCAPIN-677が発令された半月後の1946年（昭和21年）2月13日に行われた日本との会談において、GHQはSCAPINが領土に関する決定ではないこと及び領土の決定は講和会議にてなされると回答している。

行政の分離に關する第一囘會談錄（終戰第一部第一課）
（昭和二十一年）二月十三日黃田聯絡官GS「ロッヂ」大尉及び「プール」中尉と標記の件に關し第一囘會談を行ひたり要旨左の如し
黃「本日は領土の歸屬問題乃至は本指令の妥當性等に付いては觸れさることとし單に疑義に付質問を爲さんか爲參上せり」
米「本指令は單なる聯合國側の行政的便宜より出てたるに過きす從來行はれ來りたることを本指令に依り確認せるものなり即ち其の他はSCAPの所管するところにあらす例へは大島はCINPACの所管。鬱陵島は第二十四軍團の指揮下に在り從つて本指令に依る日本の範圍の決定は何等領土問題とは關聯を有せす之は対日講和會議にて決定さるへき問題なり
朝鮮半島南部を統治していた米軍政府も1947年（昭和22年）8月のレポートにおいて、竹島の管轄権の終局的処分は平和条約を待つとしている。

18 Representatives of the Fisheries Bureau and Korea History and Geography Association left for Ulleung-do and Tok-to on 16 August. The latter, two small islands about 40 miles southeast of Ullueng-do, is an excellent base for extend fishing operation. Formally belonging to Japan, a recent occupation directive which draw and arbitrary line demarcating Japanese and Korean fishing waters placed Tok-to within the Korean zone. Final disposition of the islands's jurisdiction awaits the peace treaty.

### SCAPIN-677の日本の領土問題への影響の比較
各領土に関する各解釈や問題と、平和条約の適条の関係から、以下の領域の領土問題の出発点は、この同じSCAPIN-677であったとしても、自ずとその問題の性質が異なっている。
- サンフランシスコ講和条約第3条によって、アメリカ合衆国の施政権下に置かれることが規定されたが、主権の放棄は規定されていない奄美諸島、琉球列島、小笠原諸島[5]
- サンフランシスコ講和条約第2条によって、日本が放棄すべき地域とされたものの、帰属先（主権者）が不明確なままである南樺太および千島列島
- サンフランシスコ講和条約第2条によって、日本が放棄すべき地域に含まれているのか論争のある北方領土[6]
- SCAPIN-677では日本から除外すべき地域とされたが、サンフランシスコ講和条約第2条では規定されていない竹島[7]

#### 南西諸島および小笠原諸島
奄美群島、琉球列島（尖閣諸島を含む）、小笠原諸島などサンフランシスコ講和条約第3条によってアメリカ合衆国の施政権下に置かれた地域については、奄美群島や沖縄での祖国復帰運動や日米間の外交交渉の結果、1953年（昭和28年）12月25日に奄美群島、1968年（昭和43年）6月26日に小笠原諸島、1972年（昭和47年）5月15日に沖縄県が日本に復帰した。

#### 北方領土
ポツダム宣言（カイロ宣言）上は日本が主権者でありながらSCAPIN-677によってたまたま日本の施政権の外に置かれただけのように当初見えた北方領土については、当初から漁業権などで問題になっていたにもかかわらず、その主権者（帰属先）がサンフランシスコ講和条約によっても明示されないままであった。
ポツダム宣言違反であるにもかかわらず、日本が主権回復のために放棄させられた南樺太および千島列島については、主権回復と引き換えに放棄させられたということ自体に対して吉田茂首相が受諾演説で連合国に明確に抗議している。しかしながら、いまだに、北方領土の主権者（帰属先）はどこの国であるべきなのかという問題が日本と連合国との間では、ポツダム宣言（カイロ宣言）を除いて、明示的に確定されていないままである。
（2016年）現在の日本政府の公式見解は、南樺太および千島列島に対する主権は放棄したが、その帰属先は未定であり、さらに北方領土は千島列島に含まれていないためその主権を放棄していない。という見解である。

#### 竹島
韓国政府はサンフランシスコ講和条約で日本の放棄領土に竹島を含めようと米国務省に要請したが拒否された。講和条約で竹島を放棄させることに失敗した韓国政府は、サンフランシスコ講和条約署名後の1951年9月8日 に初めてSCAPIN677に基づく竹島の主権主張を行った。これ以降、韓国政府はSCAPIN677をその領有の根拠の柱としている。韓国のSCAPIN677に基づく主張に対して1952年11月14日に米国務省は駐韓米大使に「SCAPIN677は、日本の永続的な主権の行使を排除したものではない」とした。併せてラスク書簡に関する情報も得た駐韓米国大使は、No.187口上書で米国の認識は竹島を日本領としたラスク書簡のとおりと韓国外交部に回答した。

### SCAPIN-1033　（日本の漁業捕鯨区域からの竹島の排除）
第1033号「日本の漁業及び捕鯨業に認可された区域に関する覚書」によって、太平洋戦争終戦後の日本漁船の活動可能領域が定められた。マッカーサー・ラインとして知られる。この覚書では、竹島周囲12海里以内の地域を日本の操業区域から除外する一方、「この認可は、関係地域またはその他どの地域に関しても、日本の管轄権、国際境界線または漁業権についての最終決定に関する連合国側の政策の表明ではない」との文言も盛り込まれており、主に領土問題において頻繁に議論の的となる。
なお、後に韓国の李承晩大統領によって宣言された「李承晩ライン」はこの第1033号によって画定されたマッカーサー・ラインを踏襲したものである。
原文 （竹島に直接関係のない項目を除く）
翻訳 （竹島に直接関係のない項目を除く）

### 竹島に対する韓国の要求への米国務省の説明
竹島に対する韓国の要求に対して、SCAPIN-677、SCAPIN-1778についての回答文書。サンフランシスコ条約後の1952年（昭和27年）11月14日に、米国務省はSCAPIN-677を根拠とした韓国の竹島に対する要求について、駐韓米国大使に以下の書簡を送付している。SCAPIN-1778は竹島を極東空軍の射爆場として指定している。
サンフランシスコ条約が発効したのちの1952年7月26日に、日米合同委員会は在日米軍の爆撃訓練地域として竹島を再び指定した。 
原文
翻訳
== 一覧 ==
- 1945年（昭和20年）9月2日　SCAPIN-1　陸海軍解体・軍需工業停止などを指令（一般命令第一号）
- 1945年（昭和20年）9月3日　SCAPIN-2　指令第2号
- 1945年（昭和20年）9月3日　SCAPIN-4　アメリカ海軍による日本海域での掃海作戦の意図
- 1945年（昭和20年）9月4日　SCAPIN-6　「軍事工場の授業員に関する覚書」
- 1945年（昭和20年）9月4日　SCAPIN-7　「占領軍の資金に関する覚書」
- 1945年（昭和20年）9月6日　SCAPIN-8　「B号円表示軍票の仕様に関する覚書」
- 1945年（昭和20年）9月10日　SCAPIN-16 「言論及び新聞の自由に関する覚書」「新聞報道取締方針」で検閲を開始。
- 1945年（昭和20年）9月10日　SCAPIN-17　13日24時までの大本営廃止を発令
- 1945年（昭和20年）9月12日　SCAPIN-20　「日本陸海軍司令官と米当局との連絡に関する覚書」
- 1945年（昭和20年）9月12日　SCAPIN-21　「B型補助軍票、ドル及び外貨の取扱に関する覚書」
- 1945年（昭和20年）9月12日　SCAPIN-22　「日本の航空機に関する覚書」
- 1945年（昭和20年）9月13日　SCAPIN-25　大日本帝国陸軍司令部の機能は各省庁により執行されることの通達
- 1945年（昭和20年）9月13日　SCAPIN-26　「連合国と枢軸国財産の保護に関する覚書」
- 1945年（昭和20年）9月15日　SCAPIN-29　「平和産業工場に於ける生産に関する覚書」
- 1945年（昭和20年）9月18日　SCAPIN-34　「朝日新聞の休刊に関する覚書」
- 1945年（昭和20年）9月19日　SCAPIN-37　「ニッポン・タイムズの休刊に関する覚書」
- 1945年（昭和20年）9月21日　SCAPIN-33　「日本に与うる新聞遵則」（プレスコード）を発令
- 1945年（昭和20年）9月21日　SCAPIN-41　「東京湾内の日本船舶の渡航に関する覚書」
- 1945年（昭和20年）9月22日　SCAPIN-39　「友好国及びその国民の財産の保護に関する覚書」
- 1945年（昭和20年）9月22日　SCAPIN-43　「日本放送遵則」を発令
- 1945年（昭和20年）9月22日　SCAPIN-44　「金、銀、有価証券及び金融上の諸證書の輸出の制限に関する覚書」
- 1945年（昭和20年）9月22日　SCAPIN-45　「金融取引の統制に関する覚書」
- 1945年（昭和20年）9月22日　SCAPIN-46　「フィリピン人捕虜に関する報告書」
- 1945年（昭和20年）9月22日　SCAPIN-48　「公衆衛生対策に関する覚書」
- 1945年（昭和20年）9月24日　SCAPIN-50　「民間人所有の拳銃、小銃及び刀剣の徴収に関する覚書」
- 1945年（昭和20年）9月24日　SCAPIN-51　「新聞の政府よりの分離に関する覚書」
- 1945年（昭和20年）9月24日　SCAPIN-52　「検閲指令の明確化に関する覚書」
- 1945年（昭和20年）9月25日　SCAPIN-57　「南朝鮮の行政に関する覚書」
- 1945年（昭和20年）9月25日　SCAPIN-59　「証券取引所に関する覚書」
- 1945年（昭和20年）9月26日　SCAPIN-61　「中国人労働者による略奪に関する覚書」
- 1945年（昭和20年）9月26日　SCAPIN-63　「飛行場解放に関する覚書」
- 1945年（昭和20年）9月26日　SCAPIN-64　「南鮮を除く日本国外の占領地域との間の日本文武官往来に関する覚書」
- 1945年（昭和20年）9月27日　SCAPIN-66　「新聞及び言論の自由への追加措置に関する覚書」
- 1945年（昭和20年）9月28日　SCAPIN-71　「非戦闘用船舶の利用に関する覚書」
- 1945年（昭和20年）9月30日　SCAPIN-72　「新聞およびラジオ発表に関する照会に関する覚書」
- 1945年（昭和20年）9月30日　SCAPIN-74　「外地並外国銀行及戦時特別金融機関の封鎖に関する覚書」
- 1945年（昭和20年）9月30日　SCAPIN-75　「死亡捕虜及び抑留者の遺品に関する覚書」
- 1945年（昭和20年）10月1日　SCAPIN-79　「東洋経済新報9月29日号没収に関する覚書」
- 1945年（昭和20年）10月1日　SCAPIN-80　「郵便の検閲に関する覚書」
- 1945年（昭和20年）10月2日　SCAPIN-85　「南方諸島の整備状況に関する件」
- 1945年（昭和20年）10月2日　SCAPIN-86　「綿花の使用についての件」
- 1945年（昭和20年）10月2日　SCAPIN-90　「占領軍所要の物資及び業務に関する覚書」
- 1945年（昭和20年）10月3日　SCAPIN-91　「占領軍将兵の非行に関する覚書」
- 1945年（昭和20年）10月4日　SCAPIN-93　「政治的、社会的及宗教的自由ニ対スル制限除去ノ件（英語版）」（自由の指令）を発令
- 1945年（昭和20年）10月5日　SCAPIN-94　「財産目録及び記録に関する覚書」
- 1945年（昭和20年）10月6日　SCAPIN-97　「日本陸軍及び海軍の余剰物資の民間放出に関する覚書」
- 1945年（昭和20年）10月7日　SCAPIN-99　「政党に関する覚書」
- 1945年（昭和20年）10月7日　SCAPIN-101　「海苔養殖に関する覚書」
- 1945年（昭和20年）10月7日　SCAPIN-102　「小樽港及び留萌港の使用に関する覚書」
- 1945年（昭和20年）10月8日　SCAPIN-104　「金融機関閉鎖に関する補充命令に関する覚書」
- 1945年（昭和20年）10月8日　SCAPIN-105　「ウェーク島のアメリカ人捕虜に関する覚書」
- 1945年（昭和20年）10月8日　SCAPIN-106　「日本に於けるDDT製造に関する覚書」
- 1945年（昭和20年）10月8日　SCAPIN-107　「アメリカ及び東京横浜地区間の通信連絡機関開設に関する覚書」
- 1945年（昭和20年）10月9日　SCAPIN-110　「必需物資ノ輸入ニ関スル覚書」
- 1945年（昭和20年）10月9日　SCAPIN-111　「陸軍大臣支配下の日本軍隊の報吿に関する覚書」
- 1945年（昭和20年）10月9日　SCAPIN-113　「在鮮日本軍人の賞与支払に関する覚書」
- 1945年（昭和20年）10月9日　SCAPIN-114　「通信に於けるコード暗号使用の覚書」
- 1945年（昭和20年）10月10日　SCAPIN-116　「輸入物資に付ての報告に関する覚書」
- 1945年（昭和20年）10月10日　SCAPIN-117　「給與統制の緩和を求むる大蔵省の要請に関する覚書」
- 1945年（昭和20年）10月10日　SCAPIN-118　「日本における電離層測定と関連研究の継続に関する覚書」
- 1945年（昭和20年）10月11日　SCAPIN-119　「国内警察増強の日本政府の提案に関する覚書」
- 1945年（昭和20年）10月11日　SCAPIN-120　「絹の生産に関する覚書」
- 1945年（昭和20年）10月12日　SCAPIN-123　「連合国と枢軸国財産の保護に関する覚書」
- 1945年（昭和20年）10月12日　SCAPIN-124　「神山敏雄所有の資産凍結に関する覚書」
- 1945年（昭和20年）10月12日　SCAPIN-126　「戦争記錄調査の為の機関に関する覚書」
- 1945年（昭和20年）10月12日　SCAPIN-127　「輸出入の統制に関する補足に関する覚書」
- 1945年（昭和20年）10月12日　SCAPIN-128　「軍需物資の民需轉換に対する回答に関する覚書」
- 1945年（昭和20年）10月12日　SCAPIN-129　「培養菌の供給に関する報吿提出指令に関する覚書」
- 1945年（昭和20年）10月12日　SCAPIN-130　「日本に於ける麻薬品及び其の記録の統制に関する覚書」
- 1945年（昭和20年）10月12日　SCAPIN-131　「フィリピン水域の海洋調査及水產に関する覚書」
- 1945年（昭和20年）10月13日　SCAPIN-133　「アメリカ救援物資の発送にかかる料金に関する覚書」
- 1945年（昭和20年）10月13日　SCAPIN-134　「石油精製所に関する覚書」
- 1945年（昭和20年）10月13日　SCAPIN-135　「日本の石油製品に関する覚書」
- 1945年（昭和20年）10月14日　SCAPIN-137　「日本軍隊の復員に関する覚書」
- 1945年（昭和20年）10月14日　SCAPIN-138　「硫黃島より日本人引揚に関する覚書」
- 1945年（昭和20年）10月15日　SCAPIN-140　「帝国軍海軍管理下に在る海軍気象観測所の中央気象台へ移転に関する覚書」
- 1945年（昭和20年）10月15日　SCAPIN-141　「民間気象施設指示に関する覚書」
- 1945年（昭和20年）10月15日　SCAPIN-142　「内地の引揚者収容所に関する覚書」
- 1945年（昭和20年）10月15日　SCAPIN-144　「大赦に関する覚書」
- 1945年（昭和20年）10月16日　SCAPIN-146　「映画企業に対する日本政府の統制の撤廃に関する覚書」
- 1945年（昭和20年）10月16日　SCAPIN-149　「連絡飛行便による郵便物、積荷及び乘客を統制する諸規則に関する覚書」
- 1945年（昭和20年）10月16日　SCAPIN-150　「復員船舶向けラジオ・ニユースに関する覚書」
- 1945年（昭和20年）10月16日　SCAPIN-151　「占領軍に依って日本帝国政府に引渡さるべき資材、需品及び裝備に関する覚書」
- 1945年（昭和20年）10月16日　SCAPIN-153　「花柳病の取締に関する覚書」
- 1945年（昭和20年）10月17日　SCAPIN-154　「理化学硏究所仁科硏究室調査に関する覚書」
- 1945年（昭和20年）10月17日　SCAPIN-155　「住友金属工業株式会社の再転換要求に関する覚書」
- 1945年（昭和20年）10月19日　SCAPIN-158　「1941年11月7日より1945年9月2日迄の山下奉文大将指揮過程に関する覚書」
- 1945年（昭和20年）10月19日　SCAPIN-159　「福岡県糟屋郡志免村第四海軍燃料廠に関する覚書」
- 1945年（昭和20年）10月19日　SCAPIN-160　「海外復員軍人の物資配給に関する覚書」
- 1945年（昭和20年）10月20日　SCAPIN-161　「日本軍復員者の徽章類佩用禁止に関する覚書」
- 1945年（昭和20年）10月20日　SCAPIN-162　「主要の金融又は産業的企業の解散又は清算に関する覚書」
- 1945年（昭和20年）10月20日　SCAPIN-165　「中国人労働者引揚に関する覚書」
- 1945年（昭和20年）10月20日　SCAPIN-166　「舞鶴海軍工廠の音響爆弾製造に関する覚書」
- 1945年（昭和20年）10月20日　SCAPIN-167　「復員に際しての港及陸揚の衛生処理に関する覚書」
- 1945年（昭和20年）10月21日　SCAPIN-169　「連合軍による日本の病院の使用に関する覚書」
- 1945年（昭和20年）10月21日　SCAPIN-170　「通信統制に関する覚書」
- 1945年（昭和20年）10月21日　SCAPIN-171　「船橋に於ける海軍無線電信設備に関する覚書」
- 1945年（昭和20年）10月22日　SCAPIN-173　「フィリピンバタンガス州軍政部員名簿提出に関する覚書」
- 1945年（昭和20年）10月22日　SCAPIN-174　「フィリピンプエルトプリンセサ駐屯部隊名報吿に関する覚書」
- 1945年（昭和20年）10月22日　SCAPIN-175　「安倍源基逮捕に関する覚書」
- 1945年（昭和20年）10月22日　SCAPIN-177　「若干の会社が提出すべき報吿書に関する覚書」
- 1945年（昭和20年）10月22日　SCAPIN-178　「日本教育制度に対する管理政策に関する覚書」
- 1945年（昭和20年）10月22日　SCAPIN-179　「国会の会議録に関する覚書」
- 1945年（昭和20年）10月23日　SCAPIN-180　「日本から引揚られた中国人労働者が運んだ資金に関する覚書」
- 1945年（昭和20年）10月23日　SCAPIN-181　「日本民間人の武器引渡指令に関する件」
- 1945年（昭和20年）10月24日　SCAPIN-183　「信教の自由の侵害に関する覚書」
- 1945年（昭和20年）10月24日　SCAPIN-184　「ドイツ人の財産解放願に関する覚書」
- 1945年（昭和20年）10月24日　SCAPIN-187　「進駐軍通信事務拡張に関する覚書」
- 1945年（昭和20年）10月25日　SCAPIN-189　「外交並に領事財産及び公文書移管に関する覚書」
- 1945年（昭和20年）10月25日　SCAPIN-191　「一般中国人及前捕虜の帰国に関する覚書」
- 1945年（昭和20年）10月25日　SCAPIN-192　「復員日本軍徽章除去に関する覚書」
- 1945年（昭和20年）10月26日　SCAPIN-193　「国勢調査要求に関する覚書」
- 1945年（昭和20年）10月26日　SCAPIN-195　「用紙類配給に関する新聞及出版協会統制の排除に関する覚書」
- 1945年（昭和20年）10月27日　SCAPIN-196　「理化学硏究所仁科硏究室に関する覚書」
- 1945年（昭和20年）10月27日　SCAPIN-199　「閉鎖機関の雇用者に対する支払に関する覚書」
- 1945年（昭和20年）10月28日　SCAPIN-201　「軍需生産工場の平時生産への転換に関する覚書」
- 1945年（昭和20年）10月28日　SCAPIN-202　「引揚者受入中の日本人の為の制限的郵便制度の確立に関する覚書」
- 1945年（昭和20年）10月28日　SCAPIN-203　「朝鮮地区に於ける漁業活動調査方に関する覚書」
- 1945年（昭和20年）10月29日　SCAPIN-204　「富士屋ホテルに於ける外交官の取扱に関する覚書」
- 1945年（昭和20年）10月29日　SCAPIN-205　「フィリピン大使館員の所有物に関する覚書」
- 1945年（昭和20年）10月29日　SCAPIN-206　「貨幣の制限に関する覚書」
- 1945年（昭和20年）10月29日　SCAPIN-207　「日本の炭鉱における朝鮮人労働者の朝鮮での貯蓄と割り当ての支払いに関する覚書」
- 1945年（昭和20年）10月29日　SCAPIN-208　「中国人の引揚に関する覚書」
- 1945年（昭和20年）10月30日　SCAPIN-210　「日本銀行に依る閉鎖銀行の清算に関する覚書」
- 1945年（昭和20年）10月30日　SCAPIN-211　「日本在住者と外国商社との契約に関する覚書」
- 1945年（昭和20年）10月30日　SCAPIN-212　「敎職員の調査・精選・資格決定に関する覚書」
- 1945年（昭和20年）10月30日　SCAPIN-213　「朝鮮人の本邦よりの引揚に関する覚書」
- 1945年（昭和20年）10月30日　SCAPIN-214　「日本の獣病管理に関する覚書」
- 1945年（昭和20年）10月31日　SCAPIN-215　「若干の会社の証券の売買又は移転に関する覚書」
- 1945年（昭和20年）10月31日　SCAPIN-216　「海外同仁会閉鎖に関する覚書」
- 1945年（昭和20年）10月31日　SCAPIN-217　「連合国」「中立国」及び「敵国」の定義に関する覚書」
- 1945年（昭和20年）10月31日　SCAPIN-218　「日本海軍戶塚無線施設使用に関する覚書」
- 1945年（昭和20年）10月31日　SCAPIN-219　「海軍無線電信局に関する覚書」
- 1945年（昭和20年）10月31日　SCAPIN-220　「銚子JCS周波數8280キロ使用禁止に関する覚書」
- 1945年（昭和20年）11月1日　SCAPIN-221　「海軍技硏マグネトロン振動機移動承認に関する覚書」
- 1945年（昭和20年）11月1日　SCAPIN-222　「地方総監府、地方行政局廃止許可に関する覚書」
- 1945年（昭和20年）11月1日　SCAPIN-223　「敬礼に関する覚書」
- 1945年（昭和20年）11月1日　SCAPIN-224　「日本より外国人の引揚に関する覚書」
- 1945年（昭和20年）11月1日　SCAPIN-225　「海軍軍人一部復員延期承認に関する覚書」
- 1945年（昭和20年）11月1日　SCAPIN-226　「馬來に於ける日本人所有のゴムに対する報吿書提出に関する覚書」
- 1945年（昭和20年）11月1日　SCAPIN-227　「アルミニウム、ジユラルミン屑の転用申請先に関する覚書」
- 1945年（昭和20年）11月1日　SCAPIN-228　「引揚民用船舶、掃海艇乘組補充交代員留保許可に関する覚書」
- 1945年（昭和20年）11月2日　SCAPIN-229　「日本に於けるモルヒネ調剤の処分に関する覚書」
- 1945年（昭和20年）11月3日　SCAPIN-230　「蚕卵の朝鮮向け輸出指令に関する覚書」
- 1945年（昭和20年）11月3日　SCAPIN-232　「飛行場の塩田転換承認に関する覚書」
- 1945年（昭和20年）11月3日　SCAPIN-233　「捕鯨事業に関する覚書」
- 1945年（昭和20年）11月4日　SCAPIN-234　「憲兵隊に関する覚書」
- 1945年（昭和20年）11月4日　SCAPIN-235　「特務機関に関する覚書」
- 1945年（昭和20年）11月4日　SCAPIN-236　「隣組に関する覚書」
- 1945年（昭和20年）11月4日　SCAPIN-237　「日本政府と中立国代表との公式関係に関する覚書」
- 1945年（昭和20年）11月5日　SCAPIN-238　「分光写真分析裝置報吿に関する覚書」
- 1945年（昭和20年）11月5日　SCAPIN-239　「泉喜一陸軍中尉逮捕に関する覚書」
- 1945年（昭和20年）11月5日　SCAPIN-240　「連合国、中立国用石炭に関する覚書」
- 1945年（昭和20年）11月5日　SCAPIN-241　「連合国、中立国用石油に関する覚書」
- 1945年（昭和20年）11月6日　SCAPIN-243　「戦犯容疑者の逮捕に関する覚書」
- 1945年（昭和20年）11月6日　SCAPIN-244　「持株会社解体に関する司令部覚書」
- 1945年（昭和20年）11月7日　SCAPIN-247 「特殊鋼の農機具製作転用許可に関する覚書」
- 1945年（昭和20年）11月8日　SCAPIN-250　「「持株会社の解体に解体に関する覚書」修正に関する覚書」
- 1945年（昭和20年）11月8日　SCAPIN-251　「民営保険会社よりの報吿に関する覚書」
- 1945年（昭和20年）11月8日　SCAPIN-252　「復員軍人援護会設立不許可に関する覚書」
- 1945年（昭和20年）11月8日　SCAPIN-253　「引揚民受入中央機関促進に関する覚書」
- 1945年（昭和20年）11月8日　SCAPIN-255　「海洋ビーコンの運輸省移管承認に関する覚書」
- 1945年（昭和20年）11月9日　SCAPIN-256　「民間商船委員会の任命に関する覚書」
- 1945年（昭和20年）11月9日　SCAPIN-258　「連合軍引渡軍需品領収證に関する覚書」
- 1945年（昭和20年）11月9日　SCAPIN-259　「日本商船の売却若ハ傭船契約に関する覚書」
- 1945年（昭和20年）11月10日　SCAPIN-262　「琉球島、小笠原島及南洋群島に居住せし者にして日本国に居住しある者の名簿提出に関する覚書」
- 1945年（昭和20年）11月10日　SCAPIN-263　「九州諸港に於ける英国向石炭供給に関する覚書」
- 1945年（昭和20年）11月10日　SCAPIN-264　「戦車のブルドーザー及トラクター改造承認に関する覚書」
- 1945年（昭和20年）11月11日　SCAPIN-265　「連合軍の郵便物無料取扱及取扱者に関する覚書」
- 1945年（昭和20年）11月11日　SCAPIN-266　「宇都宮地区の支那人朝鮮人引揚に関する覚書」
- 1945年（昭和20年）11月11日　SCAPIN-267　「第十七方面軍引揚に関する覚書」
- 1945年（昭和20年）11月12日　SCAPIN-268　「戦争犯罪容疑者引渡先変更に関する覚書」
- 1945年（昭和20年）11月12日　SCAPIN-269　「美術品、記念物、及文化的並に宗敎的地域、施設の保護に関する政策及手続に関する覚書」
- 1945年（昭和20年）11月12日　SCAPIN-270　「ドイツ人財産の解放に関する覚書」
- 1945年（昭和20年）11月12日　SCAPIN-271　「福岡地区支那人情勢不穏に関する覚書」
- 1945年（昭和20年）11月13日　SCAPIN-274　「フィリピンより帰国台湾人の鹿児島経由に関する覚書」
- 1945年（昭和20年）11月13日　SCAPIN-275　「マニラ向引揚民用冬着発送に関する覚書」
- 1945年（昭和20年）11月13日　SCAPIN-276　「舞鶴工廠に於ける音響爆弾作成承認に関する覚書」
- 1945年（昭和20年）11月13日　SCAPIN-277　「ラジオ受信機製作者に関する覚書」
- 1945年（昭和20年）11月14日　SCAPIN-278　「北鮮丸ニ支那人便乘承認に関する覚書」
- 1945年（昭和20年）11月14日　SCAPIN-279　「捕虜抑留者の財産引渡に関する覚書」
- 1945年（昭和20年）11月14日　SCAPIN-280　「日本国外在住者の所有若は管理する在日本財産の処理に関する覚書」
- 1945年（昭和20年）11月14日　SCAPIN-281　「石炭使用解除に関する覚書」
- 1945年（昭和20年）11月15日　SCAPIN-284　「生鮮食料品の集荷配給に関する覚書」
- 1945年（昭和20年）11月16日　SCAPIN-285　「鏑木少将及小池大尉逮捕に関する覚書」
- 1945年（昭和20年）11月16日　SCAPIN-287　「非民主主義的映画の除去に関する覚書」
- 1945年（昭和20年）11月16日　SCAPIN-288　「満州関係帰国者援護会資金凍結に関する覚書」
- 1945年（昭和20年）11月16日　SCAPIN-289　「米国救恤品輸送費用に関する覚書」
- 1945年（昭和20年）11月16日　SCAPIN-290　「本州北部及北海道より炭坑夫退去制限に関する覚書」
- 1945年（昭和20年）11月16日　SCAPIN-291　「七尾港所在支那人労務者帰国に関する覚書」
- 1945年（昭和20年）11月17日　SCAPIN-294　「在北支日本軍人及民間人の帰国に関する覚書」
- 1945年（昭和20年）11月17日　SCAPIN-295　「外国人引揚に関する覚書」
- 1945年（昭和20年）11月17日　SCAPIN-296　「荒木貞夫外十名戦争犯罪人逮捕に関する覚書」
- 1945年（昭和20年）11月17日　SCAPIN-297　「東京横浜所在木材売却命令に関する覚書」
- 1945年（昭和20年）11月17日　SCAPIN-298　「ピッチ3000トン釜山向輸送方に関する覚書」
- 1945年（昭和20年）11月18日　SCAPIN-299　「日本政府と中立国代表との公式関係に関する覚書」
- 1945年（昭和20年）11月18日　SCAPIN-300　「皇室の財産に関する覚書」
- 1945年（昭和20年）11月18日　SCAPIN-301　「商業および民間航空」生産・研究・実験など航空機に係る全ての活動を禁止（航空禁止令）[13]

- 1945年（昭和20年）11月18日　SCAPIN-302　「英国政府に対する石炭供給方に関する覚書」
- 1945年（昭和20年）11月19日　SCAPIN-303　「一部帝国陸海軍人の兵籍名簿功科表及履歷提出命令に関する覚書」
- 1945年（昭和20年）11月19日　SCAPIN-304　「陸海軍病院等監督権の厚生省に移管方命令に関する覚書」
- 1945年（昭和20年）11月19日　SCAPIN-305　「連合国側艦隊擊沈の日本潜水艦乘組員名提出命令に関する覚書」
- 1945年（昭和20年）11月19日　SCAPIN-306　「日本船舶乘員氏名通報方命令に関する覚書」
- 1945年（昭和20年）11月19日　SCAPIN-308　「気象観測に使用すべき技術方法に関する覚書」
- 1945年（昭和20年）11月19日　SCAPIN-309　「閉鎖金融機関に対する債務支払領収容證に関する覚書」
- 1945年（昭和20年）11月19日　SCAPIN-310　「連合国人員の遺骸位置通報方に関する覚書」
- 1945年（昭和20年）11月19日　SCAPIN-311　「通過帰国者受入所の設置及運営に関する覚書」
- 1945年（昭和20年）11月19日　SCAPIN-312　「英国政府に対する九州炭供給に関する覚書」
- 1945年（昭和20年）11月19日　SCAPIN-313　「在鮮米人に石炭補給に関する覚書」
- 1945年（昭和20年）11月19日　SCAPIN-314　「九州港所在石炭の英国政府に供給に関する覚書」
- 1945年（昭和20年）11月19日　SCAPIN-315　「在台湾日本船の引揚及修理に関する覚書」
- 1945年（昭和20年）11月20日　SCAPIN-317　「未済外国為替取引に付ての支払に関する覚書」
- 1945年（昭和20年）11月20日　SCAPIN-318　「ドイツ前経済代表資金解除不許可に関する覚書」
- 1945年（昭和20年）11月20日　SCAPIN-319　「ライヒス・ドイツチエ・ゲマインシヤフトの資金解除不許可に関する覚書」
- 1945年（昭和20年）11月20日　SCAPIN-321　「ラジオ通信統制に関する覚書」
- 1945年（昭和20年）11月21日　SCAPIN-322　「品川病院にて連合国捕虜に與へたる医癌記錄提出方に関する覚書」
- 1945年（昭和20年）11月21日　SCAPIN-323　「前品川病院長德田大尉の医事敎育及履歷関係記錄提出方に関する覚書」
- 1945年（昭和20年）11月21日　SCAPIN-324　「連合国代表者の文書検閲に関する覚書」
- 1945年（昭和20年）11月21日　SCAPIN-325　「宇都宮及日立よりの外国人帰国に関する覚書」
- 1945年（昭和20年）11月21日　SCAPIN-326　「国際、外国及国外向電信、電話並に無線施設による通信の統制に関する覚書」
- 1945年（昭和20年）11月21日　SCAPIN-327　「タピオカ870トン輸送に関する覚書」
- 1945年（昭和20年）11月21日　SCAPIN-328　「杭木を青島向輸送方に関する覚書」
- 1945年（昭和20年）11月21日　SCAPIN-330　「航空援助ラジオ裝置作業方に関する覚書」
- 1945年（昭和20年）11月21日　SCAPIN-331　「日本に於けるチフスの予防及び取締に関する覚書」
- 1945年（昭和20年）11月22日　SCAPIN-332　「破毀したる捕虜関係記錄文書表等作成方に関する覚書」
- 1945年（昭和20年）11月22日　SCAPIN-333　「救済用配給物資ノ貯備ニ関スル件」
- 1945年（昭和20年）11月22日　SCAPIN-334　「日本銀行の印度支那銀行東京支店事務取扱方に関する覚書」
- 1945年（昭和20年）11月24日　SCAPIN-337　「戦時利得の除去及国家財政の再編成に関する覚書」
- 1945年（昭和20年）11月24日　SCAPIN-338　「恩給年金及利益に関する覚書」
- 1945年（昭和20年）11月24日　SCAPIN-339　「指令第三号中「転換」の解釈に関する覚書」
- 1945年（昭和20年）11月24日　SCAPIN-340　「台湾人引揚不許可に関する覚書」
- 1945年（昭和20年）11月24日　SCAPIN-342　「朝鮮向石炭輸送に関する覚書」
- 1945年（昭和20年）11月24日　SCAPIN-344　「在広東日本人引揚当分不許可に関する覚書」
- 1945年（昭和20年）11月25日　SCAPIN-345　「フィリピンより本邦に輸送の朝鮮人に関する覚書」
- 1945年（昭和20年）11月26日　SCAPIN-346　「生糸、半製品及完成品の解放に関する覚書」
- 1945年（昭和20年）11月26日　SCAPIN-348　「日本、朝鮮、台湾、関東州及北支那にて発行せられたる郵便貯金通帳に関する覚書」
- 1945年（昭和20年）11月26日　SCAPIN-349　「戦時利得の除去及国家財政の再編成に関する覚書」
- 1945年（昭和20年）11月26日　SCAPIN-350　「海軍工廠校閲に関する覚書」
- 1945年（昭和20年）11月26日　SCAPIN-352　「帝国政府に引渡の食糧及衣料配給計画提出に関する覚書」
- 1945年（昭和20年）11月26日　SCAPIN-353　「捕虜及抑留者の輸送中沈没せる船舶及乘船中死亡の捕虜抑留者調査に関する覚書」
- 1945年（昭和20年）11月27日　SCAPIN-344　「領軍によつて民間機関に配布される医療、歯科及び獣医関係需品の配給及び使用に関する覚書」
- 1945年（昭和20年）11月28日　SCAPIN-356　「フィリピン捕虜収容所職員規則提出に関する覚書」
- 1945年（昭和20年）11月28日　SCAPIN-357　「捕虜管理命令系統報吿に関する覚書」
- 1945年（昭和20年）11月28日　SCAPIN-358　「陸海軍気象観測作業終止に関する覚書」
- 1945年（昭和20年）11月28日　SCAPIN-359　「新通貨発行統制に関する覚書」
- 1945年（昭和20年）11月28日　SCAOIN-360　「雇用方針に関する覚書」
- 1945年（昭和20年）11月28日　SCAPIN-361　「引揚本邦人の米軍被服着用許可及其の条件に関する覚書」
- 1945年（昭和20年）11月28日　SCAPIN-362　「全国金融統制会の清算に関する覚書」
- 1945年（昭和20年）11月28日　SCAPIN-363　「東京バンドン及ボキテント間無線連絡終止方に関する覚書」
- 1945年（昭和20年）11月29日　SCAPIN-364　「日本帝国政府宛覚書により閉鎖されたる諸団体の重要資産の保管に関する覚書」
- 1945年（昭和20年）11月29日　SCAPIN-365　「沖繩（及台湾）と本邦向の郵便業務の許可に関する覚書」
- 1945年（昭和20年）11月29日　SCAPIN-366　「閉鎖せられたる慈善団体に関する覚書」
- 1945年（昭和20年）11月29日　SCAPIN-367　「建造中の海軍艦艇許可に関する覚書」
- 1945年（昭和20年）11月29日　SCAPIN-368　「日本に於けるチフスの予防及び取締」
- 1945年（昭和20年）11月30日　SCAPIN-370　「閉鎖諸機関の勤務者に対する報酬に関する覚書」
- 1945年（昭和20年）11月30日　SCAPIN-371　「小笠原諸島及び火山列島近海に於ける捕鯨業に関する覚書」
- 1945年（昭和20年）11月30日　SCAPIN-372　「英国政府に対する石炭供給につき三池を積出港として認可に関する覚書」
- 1945年（昭和20年）12月1日　SCAPIN-374　「鮎川以下59名逮捕命令に関する覚書」
- 1945年（昭和20年）12月1日　SCAPIN-375　「新島気象観測所の作業再開許可に関する覚書」
- 1945年（昭和20年）12月1日　SCAPIN-376　「気象通報放送電波の波長に関する覚書」
- 1945年（昭和20年）12月1日　SCAPIN-379　「米国及東京地区間電信業務開設に関する覚書」
- 1945年（昭和20年）12月3日　SCAPIN-380　「戦争犯罪被疑者逮捕に関する覚書」
- 1945年（昭和20年）12月3日　SCAPIN-381　「朝鮮居住日本人に救済金送付不許可に関する覚書」
- 1945年（昭和20年）12月3日　SCAPIN-383　「本邦より引揚の外国人取締に関する覚書」
- 1945年（昭和20年）12月3日　SCAPIN-385　「タンク改造ブルドーザー試運転承認に関する覚書」
- 1945年（昭和20年）12月4日　SCAPIN-387　「畠山、中川少佐の逮捕及軍法会議経過報吿に関する覚書」
- 1945年（昭和20年）12月4日　SCAPIN-388　「宮内省に関する覚書」
- 1945年（昭和20年）12月4日　SCAPIN-389　「日本軍医薬用麻薬在庫品の保管及分配に関する覚書」
- 1945年（昭和20年）12月5日　SCAPIN-392　「日本證券取引所特殊勘定日本證券取引所特殊勘定に関する覚書」
- 1945年（昭和20年）12月5日　SCAPIN-393　「舞鶴及大湊海軍工場の修理施設復旧に関する覚書」
- 1945年（昭和20年）12月6日　SCAPIN-394　「1945年8月15日以後に於ける送金集金の収益に関する覚書」
- 1945年（昭和20年）12月6日　SCAPIN-395　「朝鮮よりの送金に依る預金引出制限に関する覚書」
- 1945年（昭和20年）12月6日　SCAPIN-396　「近衞公等戦争犯罪人容疑者逮捕に関する覚書」
- 1945年（昭和20年）12月6日　SCAPIN-397　「航空機の所有権に関する覚書」
- 1945年（昭和20年）12月6日　SCAPIN-398　「石炭の生産に関する覚書」
- 1945年（昭和20年）12月7日　SCAPIN-400　「堀江海軍下士官の逮捕命令に関する覚書」
- 1945年（昭和20年）12月7日　SCAPIN-401　「麻薬製造禁止指令違反に関する覚書」
- 1945年（昭和20年）12月8日　SCAPIN-402　「工業プラント転換の申請形式に関する覚書」
- 1945年（昭和20年）12月8日　SCAPIN-403　「制限会社社目録調制の件」
- 1945年（昭和20年）12月8日　SCAPIN-404　「救済並福祉計画の件」
- 1945年（昭和20年）12月8日　SCAPIN-405　「日本政府と駐日外国外交官との関係に関する覚書」
- 1945年（昭和20年）12月8日　SCAPIN-407　「戦時利得の除去及国家財政の再編成に関する覚書の適用に関する覚書」
- 1945年（昭和20年）12月8日　SCAPIN-408　「制限会社に対する規制に関する件」
- 1945年（昭和20年）12月8日　SCAPIN-409　「海底電線架設船ツリシマ復旧事業命令に関する覚書」
- 1945年（昭和20年）12月9日　SCAPIN-411　「農地改革ニ関スル覚書」「数世紀にわたる封建的圧制の下、日本農民を奴隷化してきた経済的桎梏を打破する」ことを指示。
- 1945年（昭和20年）12月10日　SCAPIN-412　「本間雅晴中将の指揮範囲等問合に関する覚書」
- 1945年（昭和20年）12月10日　SCAPIN-413　「日本政府と在外前日本外交及領事代表との連絡停止に関する覚書」
- 1945年（昭和20年）12月10日　SCAPIN-414　「シュミット商会からの資金放出に関する覚書」
- 1945年（昭和20年）12月10日　SCAPIN-415　「ハワイからのフィラリア患者到着に関する覚書」
- 1945年（昭和20年）12月11日　SCAPN-417　「復員海軍々人の運輸省勤務条件附許可に関する覚書」
- 1945年（昭和20年）12月11日　SCAPIN-418　「アスカニア株式会社の資金凍結解除に関する覚書」
- 1945年（昭和20年）12月11日　SCAPIN-419　「銀行施設に関する定期的報告に関する覚書」
- 1945年（昭和20年）12月11日　SCAPIN-420　「中央航空班究所施設の民間使用不許可に関する覚書」
- 1945年（昭和20年）12月11日　SCAPIN-421　「主要食糧の在庫報告に関する覚書」
- 1945年（昭和20年）12月11日　SCAPIN-422　「国民の栄養調査に関する覚書」
- 1945年（昭和20年）12月11日　SCAPIN-423　「石炭生産報告に関する覚書」
- 1945年（昭和20年）12月11日　SCAPIN-424　「石炭生産促進の追加要求に関する覚書」
- 1945年（昭和20年）12月11日　SCAPIN-425　「第七陸軍技術研究所の利用に関する覚書」
- 1945年（昭和20年）12月12日　SCAPIN-426　「連合国と交戦関係に在りし諸国の国民に対する諸制限に関する覚書」
- 1945年（昭和20年）12月12日　SCAPIN-427　「一九四五―四六会計年度第一第二追加予算に関する覚書」
- 1945年（昭和20年）12月12日　SCAPIN-428　「大成火災海上保険株式会社の日本に於ける保険事業に関する申請に関する覚書」
- 1945年（昭和20年）12月12日　SCAPIN-429　「民事郵便開始不許可に関する覚書」
- 1945年（昭和20年）12月13日　SCAPIN-430　「邦人引揚者に対する救恤金の条件附不許可に関する覚書」
- 1945年（昭和20年）12月13日　SCAPIN-431　「帰還邦人のB円携行許可に関する覚書」
- 1945年（昭和20年）12月13日　SCAPIN-432　「政府買入金許可に関する覚書」
- 1945年（昭和20年）12月13日　SCAPIN-433　「重要な記録とエンジニアリング・データの返却に関する覚書」
- 1945年（昭和20年）12月13日　SCAPIN-434　「週間統計資料に関する覚書」
- 1945年（昭和20年）12月13日　SCAPIN-435　「台湾へ引揚開始に関する覚書」
- 1945年（昭和20年）12月13日　SCAPIN-436　「日本における進駐軍の再編成と統合に関する覚書」
- 1945年（昭和20年）12月13日　SCAPIN-438　「生糸、半製品、生絹及完成品目録に関する覚書」
- 1945年（昭和20年）12月14日　SCAPIN-439　「日本から朝鮮への特定財産の持ち出しに関する覚書」
- 1945年（昭和20年）12月14日　SCAPIN-440　「在新潟鮮人の引揚に関する覚書」
- 1945年（昭和20年）12月14日　SCAPIN-441　「本邦外に本店を有する会社の株式公債取引不許可に関する覚書」
- 1945年（昭和20年）12月14日　SCAPIN-442　「血盟団事件の関係文書要求に関する覚書」
- 1945年（昭和20年）12月14日　SCAPIN-443　「舞鶴地区所在鮮人の帰国に関する覚書」
- 1945年（昭和20年）12月14日　SCAPIN-444　「引揚邦人輸送の米船に食糧等補給に関する覚書」
- 1945年（昭和20年）12月14日　SCAPIN-445　「朝鮮に輸送済の石炭量報吿命令に関する覚書」
- 1945年（昭和20年）12月15日　SCAPIN-447　「榊原以下六九名の戦争犯罪被疑者逮捕に関する覚書」
- 1945年（昭和20年）12月15日　SCAPIN-448　「国家神道、神社神道ニ対スル政府ノ保証、支援、保全、監督並ニ弘布ノ廃止ニ関スル件」（神道指令）を発令
- 1945年（昭和20年）12月15日　SCAPIN-449　「外交・領事財産および公文書保管所の管理移管に関する覚書」
- 1945年（昭和20年）12月15日　SCAPIN-450　「厚木飛行場付近所在の台湾人引揚に関する覚書」
- 1945年（昭和20年）12月15日　SCAPIN-451　「吳海軍工廠の施設復旧命令に関する覚書」
- 1945年（昭和20年）12月16日　SCAPIN-452　「佐世保に於ける支那よりの引揚民及日本より引揚鮮人の乗船世話に関する覚書」
- 1945年（昭和20年）12月17日　SCAPIN-453　「公債買戻許可に関する覚書」
- 1945年（昭和20年）12月17日　SCAPIN-454　「帰国人のため本邦台湾間輸送船舶運航開始に関する覚書」
- 1945年（昭和20年）12月17日　SCAPIN-455　「琉球人の帰国計画に関し帰国希望者表作成命令に関する覚書」
- 1945年（昭和20年）12月18日　SCAPIN-456　「通信用コードブックの使用許可に関する覚書」
- 1945年（昭和20年）12月18日　SCAPIN-457　「有毒飮料の取引取締に関する覚書」
- 1945年（昭和20年）12月19日　SCAPIN-458　「釈放された政治犯人に対する選挙権の回復に関する覚書」
- 1945年（昭和20年）12月19日　SCAPIN-460　「台湾人とインドネシア人の引揚に関する覚書」
- 1945年（昭和20年）12月20日　SCAPIN-461　「生糸工業の為め公機関設置承認に関する覚書」
- 1945年（昭和20年）12月20日　SCAPIN-462　「リユーパート、エンデルンの凍結資金解除命令に関する覚書」
- 1945年（昭和20年）12月20日　SCAPIN-463　「イタリア大使館の凍結公金解除に関する覚書」
- 1945年（昭和20年）12月20日　SCAPIN-464　「勤労者の俸給及手当の統制に関する覚書」
- 1945年（昭和20年）12月20日　SCAPIN-465　「内務省が占領軍から受取った日本陸海軍医療需品に関する覚書」
- 1945年（昭和20年）12月21日　SCAPIN-466　「伊勢新聞の発行停止命令に関する覚書」
- 1945年（昭和20年）12月21日　SCAPIN-467　「広島鉄道局釜山事務所の申請不許可に関する覚書」
- 1945年（昭和20年）12月21日　SCAPIN-468　「戦争利益の排除及び国家財政の再編に関する覚書の適用に関する覚書」
- 1945年（昭和20年）12月21日　SCAPIN-469　「六八億三千万円の紙幣印刷許可に関する覚書」
- 1945年（昭和20年）12月21日　SCAPIN-470　「邦人帰国者の貨幣等携行不許可に関する覚書」
- 1945年（昭和20年）12月21日　SCAPIN-471　「日本経由朝鮮よりの台湾人琉球人の引揚に関する覚書」
- 1945年（昭和20年）12月21日　SCAPIN-472　「マリアナ、マーシヤル、カロリン諸島の人名表提出命令に関する覚書」
- 1945年（昭和20年）12月21日　SCAPIN-473　「救済配給のため保管されている予備物資に関する覚書」
- 1945年（昭和20年）12月21日　SCAPIN-474　「三菱重工業下開造船所の造船完了許可に関する覚書」
- 1945年（昭和20年）12月21日　SCAPIN-475　「生糸の解放に関する覚書」
- 1945年（昭和20年）12月21日　SCAPIN-476　「石油売却申出に関する覚書」
- 1945年（昭和20年）12月21日　SCAPIN-477　「舞鶴工廠に於ける音響爆弾及曳網製造に関する覚書」
- 1945年（昭和20年）12月21日　SCAPIN-478　「連合国財産の保護に関する覚書」
- 1945年（昭和20年）12月21日　SCAPIN-479　「休暇中プレス、ワイヤレス社をして日米間通信を取扱はしめることに関する覚書」
- 1945年（昭和20年）12月21日　SCAPIN-480　「東京マニラ間無線連絡開始命令に関する覚書」
- 1945年（昭和20年）12月21日　SCAPIN-481　「南鮮入国許可の条件通報に関する覚書」
- 1945年（昭和20年）12月22日　SCAPIN-482　「海軍工廠におけるサルベージとスクラップ作業に関する覚書」
- 1945年（昭和20年）12月23日　SCAPIN-483　「帰国軍隊の文書持帰許可に関する覚書」
- 1945年（昭和20年）12月23日　SCAPIN-484　「航空援助施設の復旧命令に関する覚書」
- 1945年（昭和20年）12月23日　SCAPIN-485　「奄美大島所在の日本人引揚に関する覚書」
- 1945年（昭和20年）12月23日　SCAPIN-486　「日本政府関係者の中国からの引揚に関する覚書」
- 1945年（昭和20年）12月23日　SCAPIN-487　「燃油売却に関する覚書」
- 1945年（昭和20年）12月23日　SCAPIN-488　「連合国船舶により引揚られた日本人乗客名簿に関する覚書」
- 1945年（昭和20年）12月24日　SCAPIN-489　「東條大將の證人に関する覚書」
- 1945年（昭和20年）12月24日　SCAPIN-490　「株式譲渡申請書に関する覚書」
- 1945年（昭和20年）12月24日　SCAPIN-491　「軍將兵の購入する土産品に対する稅金免除に関する覚書」
- 1945年（昭和20年）12月24日　SCAPIN-492　「東洋蚕糸紡績株式会社に対する貸付承認申請に関する覚書」
- 1945年（昭和20年）12月24日　SCAPIN-493　「ハインリッヒ・コッパース東京事務所の清算に関する補足説明書に関する覚書」
- 1945年（昭和20年）12月24日　SCAPIN-494　「電気技術硏究所の業務開始条件付許可に関する覚書」
- 1945年（昭和20年）12月24日　SCAPIN-495　「日本の外交・領事関係者等の本国引揚に関する覚書」
- 1945年（昭和20年）12月24日　SCAPIN-496　「日本における引揚者受入所に関する覚書」
- 1945年（昭和20年）12月24日　SCAPIN-497　「日本公使館職員及び家族の帰国に関する覚書」
- 1045年（昭和20年）12月24日　SCAPIN-498　「ソ連軍占領地域に於ける邦人の保護及帰国に関する覚書」
- 1945年（昭和20年）12月24日　SCAPIN-499　「米価計画に関する覚書」
- 1945年（昭和20年）12月26日　SCAPIN-500　「船舶航行禁止地域に於ける衆議院議員の選挙に関する覚書」
- 1945年（昭和20年）12月26日　SCAPIN-501　「水路部の条件付業務開始許可に関する覚書」
- 1945年（昭和20年）12月26日　SCAPIN-502　「生活必需品の価格配給統制廃止に関する覚書」
- 1945年（昭和20年）12月26日　SCAPIN-503　「公務員の昇進に関する覚書」
- 1945年（昭和20年）12月27日　SCAPIN-504　「離島所在政府気象観測所の業務に関する覚書」
- 1945年（昭和20年）12月27日　SCAPIN-505　「ニチデン工業株式会社の株式交換申請に関する覚書」
- 1945年（昭和20年）12月27日　SCAPIN-506　「燈油売却に関する覚書」
- 1945年（昭和20年）12月28日　SCAPIN-507　「在日台湾人の引揚に関する覚書」
- 1945年（昭和20年）12月28日　SCAPIN-508　「日本の外交・領事関係者等の本国引揚に関する覚書」
- 1945年（昭和20年）12月29日　SCAPIN-509　「体育局の戦後計画承認に関する覚書」
- 1945年（昭和20年）12月29日　SCAPIN-510　「日本における引揚者受入所に関する覚書」
- 1945年（昭和20年）12月29日　SCAPIN-511　「引揚に関する覚書」
- 1945年（昭和20年）12月29日　SCAPIN-512　「台湾人の帰国に対する指令に関する覚書」
- 1945年（昭和20年）12月29日　SCAPIN-513　「溝口中尉外三名の逮捕命令に関する覚書」
- 1945年（昭和20年）12月29日　SCAPIN-514　「無線通信回路の周波数配置に関する覚書」
- 1945年（昭和20年）12月30日　SCAPIN-515　「金、銀、白金及ダイヤモンドの使用要請承認に関する覚書」
- 1945年（昭和20年）12月30日　SCAPIN-516　「日本からの外国人の引揚に関する覚書」
- 1945年（昭和20年）12月30日　SCAPIN-517　「英国政府に対し九州炭の供給に関する覚書」
- 1945年（昭和20年）12月30日　SCAPIN-518　「朝鮮人の一時帰国に関する覚書」
- 1945年（昭和20年）12月31日　SCAPIN-519　学校教育における「修身、日本歴史及ビ地理停止ニ関スル件」を発令
- 1945年（昭和20年）12月31日　SCAPIN-520　「持株会社の解体に関する覚書」
- 1945年（昭和20年）12月31日　SCAPIN-521　「1945年9月30日附連合国最高司令部覚書に従い閉鎖せる特定機関の財政代行機関として日本銀行を指定する件に関する覚書」
- 1945年（昭和20年）12月31日　SCAPIN-522　「アスカニア株式会社より、日本人従業員に対する退職手当および賞与の支払いに充てるための資金放出の要請に関する覚書」
- 1945年（昭和20年）12月31日　SCAPIN-523　「カナダにおける日本の公文書館と財産に関する覚書」
- 1945年（昭和20年）12月31日　SCAPIN-524　「広島天主教会の預金凍結解除指令に関する覚書」
- 1945年（昭和20年）12月31日　SCAPIN-525　「H.アーレンス・アンド・カンパニー、凍結資金の解除要請に関する覚書」
- 1945年（昭和20年）12月31日　SCAPIN-527　「日本政府関係者の中国からの引揚に関する覚書」
- 1945年（昭和20年）12月31日　SCAPIN-528　「商業用及民間航空機の報吿及保管に関する覚書」
- 1945年（昭和20年）12月31日　SCAPIN-529　「連合軍及中立機関に対する石炭供給に関する覚書」
- 1945年（昭和20年）12月31日　SCAPIN-530　「造船所に於ける労働時間に関する覚書」
- 1946年（昭和21年）1月2日　SCAPIN-531　「日本国外で発行された預金通帳からの出金に関する覚書」
- 1946年（昭和21年）1月2日　SCAPIN-532　「輸入統制に関する補足覚書」
- 1946年（昭和21年）1月2日　SCAPIN-533　「封鎖資金の解除に関する覚書」
- 1946年（昭和21年）1月2日　SCAPIN-534　「日本にある外国商社、外国人が利害関係を有する商社との間の契約に関する覚書」
- 1946年（昭和21年）1月2日　SCAPIN-535　「日本陸軍衛生材料廠から持ち出された文書の返還請求に関する覚書」
- 1946年（昭和21年）1月2日　SCAPIN-536　「航空局廃止に関する覚書」
- 1946年（昭和21年）1月2日　SCAPIN-537　「沖縄人帰国に関する覚書」
- 1946年（昭和21年）1月2日　SCAPIN-538　「黄海と東シナ海への漁業区域の拡大に関する覚書」
- 1946年（昭和21年）1月2日　SCAPIN-539　「企業連合禁止案不承認に関する覚書」
- 1946年（昭和21年）1月3日　SCAPIN-540　「輸入統制に関する覚書」
- 1946年（昭和21年）1月3日　SCAPIN-541　「外国在住個人の財産についての金融的取引に関する覚書」
- 1946年（昭和21年）1月3日　SCAPIN-542　「日本政府の公文書及び記録の返還に関する覚書」
- 1946年（昭和21年）1月3日　SCAPIN-543　「上海より邦人引揚に関する覚書」
- 1946年（昭和21年）1月3日　SCAPIN-544　「朝鮮人帰国停止解除に関する覚書」
- 1946年（昭和21年）1月3日　SCAPIN-545　「木原領事逮捕に関する覚書」
- 1946年（昭和21年）1月3日　SCAPIN-546　「日本軍の医薬用麻薬在庫品の保管と分配に関する覚書」
- 1946年（昭和21年）1月3日　SCAPIN-547　「日本人によつて運営される合衆国の船舶と小舟艇に関する覚書」
- 1946年（昭和21年）1月4日　SCAPIN-548　 「政党、政治結社、教会及びその他の団体の廃止に関する覚書」（超国家主義団体の解体）を指令
- 1946年（昭和21年）1月4日　SCAPIN-549　「奄美大島の地位に関する覚書」
- 1946年（昭和21年）1月4日　SCAPIN-550　「公務従事に適せざる者の公職からの除去に関する覚書」（公職追放）を発令
- 1946年（昭和21年）1月4日　SCAPIN-551　「帰還日本人の日本政府公債輸入に関する覚書」
- 1946年（昭和21年）1月4日　SCAPIN-552　「西太平洋合衆国陸軍司令部における日本人駐在の要請に関する覚書」
- 1946年（昭和21年）1月4日　SCAPIN-553　「野中少尉の逮捕に関する覚書」
- 1946年（昭和21年）1月4日　SCAPIN-554　「潛水艦に乗組中の人員解職禁止に関する覚書」
- 1946年（昭和21年）1月4日　SCAPIN-555　「台湾無電局の波長に関する覚書」
- 1946年（昭和21年）1月4日　SCAPIN-556　「特定の日本人に対する韓国入国許可に関する覚書」
- 1946年（昭和21年）1月5日　SCAPIN-557　「日本政府が全研究所の報告書を提出していないことに関する件」
- 1946年（昭和21年）1月5日　SCAPIN-558　「琉球の引揚に関する覚書」
- 1946年（昭和21年）1月6日　SCAPIN-559　「英軍進駐情報に関する覚書」
- 1946年（昭和21年）1月7日　SCAPIN-560　「日本人職員の逮捕に関する覚書」
- 1946年（昭和21年）1月7日　SCAPIN-561　「引揚者受入所に於ける不公平配給是正方命令に関する覚書」
- 1946年（昭和21年）1月7日　SCAPIN-562　「日本人職員の逮捕に関する覚書」
- 1946年（昭和21年）1月8日　SCAPIN-563　「人口移動の統制に関する覚書」
- 1946年（昭和21年）1月8日　SCAPIN-564　「日本藁工品統制株式会社の解散に関する覚書」
- 1946年（昭和21年）1月8日　SCAPIN-565　「イタリア政府資金解除方命令に関する覚書」
- 1946年（昭和21年）1月8日　SCAPIN-566　「東京米国間電話開設に関する覚書」
- 1946年（昭和21年）1月8日　SCAPIN-567　「舞鶴地区朝鮮人帰国に関する覚書」
- 1946年（昭和21年）1月9日　SCAPIN-568　「富士工業持株売却不承認に関する覚書」
- 1946年（昭和21年）1月9日　SCAPIN-569　「一九四五年九月三十日附覚書に従って閉鎖された機関の勤務者に追加給料を支払うことに関する覚書」
- 1946年（昭和21年）1月9日　SCAPIN-570　「石井四郎軍医少将東京に連行方命令に関する覚書」
- 1946年（昭和21年）1月9日　SCAPIN-571　「日本の敎育者委員会に関する覚書」
- 1946年（昭和21年）1月10日　SCAPIN-572　「王子製紙株式会社及びその子会社を制限会社一覧表に追加する件」
- 1946年（昭和21年）1月10日　SCAPIN-573　「西太平洋合衆国陸軍司令部における日本人駐在の要請に関する覚書」
- 1946年（昭和21年）1月10日　SCAPIN-574　「美術品としての刀剣の民間保持に関する件」
- 1946年（昭和21年）1月10日　SCAPIIN-575　「日本の測地学測量票の復活に関する覚書」
- 1946年（昭和21年）1月11日　SCAPIN-576　「皇室財産に関する覚書」
- 1946年（昭和21年）1月11日　SCAPIN-577　「外国通貨買入不承認に関する覚書」
- 1946年（昭和21年）1月11日　SCAPIN-578　「英国及東京間無電連絡開始指令に関する覚書」
- 1946年（昭和21年）1月11日　SCAPIN-579　「札幌大学在学モンゴル人学生引渡に関する覚書」
- 1946年（昭和21年）1月11日　SCAPIN-580　「民間商船委員会の任命に関する覚書」
- 1946年（昭和21年）1月11日　SCAPIN-581　「戦車揚陸艦に乗船する日本人医師に関する覚書」
- 1946年（昭和21年）1月11日　SCAPIN-582　「一九四五年八月一四日から一九四五年九月二日に至る間の日本軍隊の裝備及び需品の処理に関する覚書」
- 1946年（昭和21年）1月11日　SCAPIN-583　「シルクの解放に関する覚書」
- 1946年（昭和22年）1月12日　SCAPIN-584　「選挙に関する覚書」
- 1946年（昭和22年）1月12日　SCAPIN-585　「貴金属取引申請に対する承認に関する覚書」
- 1946年（昭和21年）1月12日　SCAPIN-586　「政府機関の借入に関する覚書」
- 1946年（昭和21年）1月12日　SCAPIN-587　「施設の民間人たる使用人に対する退職手当に関する覚書」
- 1946年（昭和21年）1月12日　SCAPIN-588　「朝鮮人の引揚に関する覚書」
- 1946年（昭和21年）1月12日　SCAPIN-589　「大根及支那キャベツ種子積出命令に関する覚書」
- 1946年（昭和21年）1月13日　SCAPIN-590　「離島所在測候所業務開始方命令に関する覚書」
- 1946年（昭和21年）1月13日　SCAPIN-591　「マリアナ諸島より本邦経由華人帰国に関する覚書」
- 1946年（昭和21年）1月14日　SCAPIN-592　「日本国外在住者の所有又は支配する日本国内支店及び代理店の事業経営に関する覚書」
- 1946年（昭和21年）1月14日　SCAPIN-593　「天然真珠及び養殖真珠の仕上品、未仕上品目錄と販売認可に関する覚書」
- 1946年（昭和21年）1月14日　SCAPIN-594　「小額貨幣及び紙幣製造承認に関する覚書」
- 1946年（昭和21年）1月14日　SCAPIN-595　「航空硏究所等設立條件附承認に関する覚書」
- 1946年（昭和21年）1月14日　SCAPIN-596　「琉球への帰国に関する覚書」
- 1946年（昭和21年）1月14日　SCAPIN-597　「水路部提出海図等に関する覚書」
- 1946年（昭和21年）1月15日　SCAPIN-598　「日本船員厚生及救恤協会設立不承認に関する覚書」
- 1946年（昭和21年）1月15日　SCAPIN-599　「配当支払の制限に関する覚書」
- 1946年（昭和21年）1月15日　SCAPIN-600　「朝鮮人及華人引揚に付望ましからざる状況改善方命令に関する覚書」
- 1946年（昭和21年）1月15日　SCAPIN-601　「日本より外国人の帰国に関する覚書」
- 1946年（昭和21年）1月15日　SCAPIN-602　「台湾人の帰国に関する覚書」
- 1946年（昭和21年）1月15日　SCAPIN-603　「第一復員省無線回線の変更に関する覚書」
- 1946年（昭和21年）1月15日　SCAPIN-604　「朝鮮人の入国許可申請に関する覚書」
- 1946年（昭和21年）1月16日　SCAPIN-605　「日本の警察官の武装に関する覚書」
- 1946年（昭和21年）1月16日　SCAPIN-606　「義勇兵の廃止に関する覚書」
- 1946年（昭和21年）1月16日　SCAPIN-607　「地方財政に関する覚書」
- 1946年（昭和21年）1月16日　SCAPIN-608　「連合国最高司令官からの指令に従わなかったことに関する覚書」
- 1946年（昭和21年）1月16日　SCAPIN-609　「日本電気株式会社硏究所作業開始承認に関する覚書」
- 1946年（昭和21年）1月16日　SCAPIN-610　「一般日本人の天然痘種痘に関する覚書」
- 1946年（昭和21年）1月17日　SCAPIN-611　「戦争犯罪人容疑者一一一名逮捕命令に関する覚書」
- 1946年（昭和21年）1月17日　SCAPIN-612　「日本敎育制度施行に関する一九四五年一〇月二二日附の連合国最高司令官の指令の適用に関する覚書」
- 1946年（昭和21年）1月17日　SCAPIN-613　「石炭生産に関する覚書」
- 1946年（昭和21年）1月17日　SCAPIN-614　「爆発物を支那向輸送命令に関する覚書」
- 1946年（昭和21年）1月18日　SCAPIN-615　「一九四五年九月三〇日附覚書に従って閉鎖された機関の保管人委員会の任命に関する覚書」
- 1946年（昭和21年）1月18日　SCAPIN-616　「歯科治療のため貴金属解除に関する覚書」
- 1946年（昭和21年）1月18日　SCAPIN-617　「スウェーデンにおける日本人の引揚に関する覚書」
- 1946年（昭和21年）1月18日　SCAPIN-618　「日本の外交・領事関係者の引揚に関する覚書」
- 1946年（昭和21年）1月18日　SCAPIN-619　「皇室費支出承認に関する覚書」
- 1946年（昭和21年）1月19日　SCAPIN-620　「政府の支払う金及び銀の購入価格の改訂に関する覚書」
- 1946年（昭和21年）1月19日　SCAPIN-621　「青津喜久太郎の逮捕に関する覚書」
- 1946年（昭和21年）1月19日　SCAPIN-622　「輸出統制に関する補足に関する覚書」
- 1946年（昭和21年）1月19日　SCAPIN-623　「凍結資金の介助に関する覚書」
- 1946年（昭和21年）1月19日　SCAPIN-624　「オメロ・プリンチピーニの銀行口座凍結解除申請に関する覚書」
- 1946年（昭和21年）1月19日　SCAPIN-625　「若干の会社のなすべき報告に関する覚書」
- 1946年（昭和21年）1月19日　SCAPIN-626　「電気技術研究所の運営に関する覚書」
- 1946年（昭和21年）1月19日　SCAPIN-627　「ハンセン病患者の引揚に関する覚書」
- 1946年（昭和21年）1月19日　SCAPIN-628　「在京城日本人救恤協会資金送付申請不許可に関する覚書」
- 1946年（昭和21年）1月20日　SCAPIN-629　「日本の航空機工場造兵器廠及び研究所の管理、支配並に保護維持に関する覚書」
- 1946年（昭和21年）1月20日　SCAPIN-630　「捕鯨業の港湾使用に関する覚書」
- 1946年（昭和21年）1月21日　SCAPIN-631　「戦犯容疑者の逮捕に関する覚書」
- 1946年（昭和21年）1月21日　SCAPIN-632　「日本光学工業株式会社による物件売却申請に関する覚書」
- 1946年（昭和21年）1月21日　SCAPIN-633　「永楽土株式地会社に関する覚書」
- 1946年（昭和21年）1月21日　SCAPIN-634　「国防献金に依る科学硏究所設立不許可に関する覚書」
- 1946年（昭和21年）1月21日　SCAPIN-635　「政府の借入と支出の削減に関する覚書」
- 1946年（昭和21年）1月21日　SCAPIN-636　「在外財産の取引に関する覚書」
- 1946年（昭和21年）1月21日　SCAPIN-637　「政府の借入に関する覚書」
- 1946年（昭和21年）1月21日　SCAPIN-638　「在日ドイツ人の引揚に関する覚書」
- 1946年（昭和21年）1月21日　SCAPIN-639　「銀、四八、〇四七キロ移転承認に関する覚書」
- 1946年（昭和21年）1月21日　SCAPIN-640　「原油輸入に関する覚書」
- 1946年（昭和21年）1月21日　SCAPIN-641　「朝鮮入国許可申請に関する覚書」
- 1946年（昭和21年）1月21日　SCAPIN-642　公娼廃止の指令
- 1946年（昭和21年）1月22日　SCAPIN-643　「ロベルト、マルケシオ資産引出に関する覚書」
- 1946年（昭和21年）1月22日　SCAPIN-644　「日本の麻薬管理のための有効な組織の設定に関する覚書」
- 1946年（昭和21年）1月22日　SCAPIN-645　「船川より横浜に原油輸送要請拒否にに関する覚書」
- 1946年（昭和21年）1月23日　SCAPIN-646　「輸出向陶器食器に関する覚書」
- 1946年（昭和21年）1月23日　SCAPIN-647　「引揚者待合所の位置に関する覚書」
- 1946年（昭和21年）1月23日　SCAPIN-648　「中国広東省収容所における日本人の引揚に関する覚書」
- 1946年（昭和21年）1月23日　SCAPIN-649　「指宿市における無線設備の要望に関する覚書」
- 1946年（昭和21年）1月24日　SCAPIN-650　「ドイツ染料合名会社の申請拒否に関する覚書」
- 1946年（昭和21年）1月24日　SCAPIN-651　「東京舞鶴間無線連絡拒否に関する覚書」
- 1946年（昭和21年）1月25日　SCAPIN-652　「未済外国為替取引に関する覚書」
- 1946年（昭和21年）1月26日　SCAPIN-653　「マーチンネツケの資金解除許可に関する覚書」
- 1946年（昭和21年）1月26日　SCAPIN-654　「引揚船に日本人医療関係者を派遣する件」
- 1946年（昭和21年）1月26日　SCAPIN-655　「沖繩人帰国不能に付鹿児島待合所より移転方命令に関する覚書」
- 1946年（昭和21年）1月26日　SCAPIN-656　「釜山状況改善に付対鮮石炭輸送増加方命令に関する覚書」
- 1946年（昭和21年）1月27日　SCAPIN-657　「在スウェーデン邦人の帰朝措置に関する覚書」
- 1946年（昭和21年）1月28日　SCAPIN-658　映画検閲の指令
- 1946年（昭和21年）1月28日　SCAPIN-659　「前朝鮮総督府官吏に対する米軍よりの支払俸給情報拒否に関する覚書」
- 1946年（昭和21年）1月28日　SCAPIN-660　「一九四五年九月二二日附連合国最高司令官指令第三号の違反に関する覚書」
- 1946年（昭和21年）1月28日　SCAPIN-661　「地方財政に関する覚書」
- 1946年（昭和21年）1月28日　SCAPIN-662　「閉鎖機関の勤務者に対する給料の支払に関する覚書」
- 1946年（昭和21年）1月28日　SCAPIN-663　「ラジオ受信機製造に関する覚書」
- 1946年（昭和21年）1月28日　SCAPIN-664　「測量機器の購入に関する覚書」
- 1946年（昭和21年）1月28日　SCAPIN-665　「医療品と医療器具の製造に関する覚書」
- 1946年（昭和21年）1月28日　SCAPIN-666　「復員省無線局の許可證明書下付方申請拒否に関する覚書」
- 1946年（昭和21年）1月28日　SCAPIN-667　「スムース・シート再製に関する覚書」
- 1946年（昭和21年）1月29日　SCAPIN-668　「在東京地区台湾人学生の最低生活保証方命令に関する覚書」
- 1946年（昭和21年）1月29日　SCAPIN-669　「トラック島より還送の鮮人に対する措置方命令に関する覚書」
- 1946年（昭和21年）1月29日　SCAPIN-670　「住友本社財産移転不許可に関する覚書」
- 1946年（昭和21年）1月29日　SCAPIN-671　「輸出向生糸の準備に関する覚書」
- 1946年（昭和21年）1月29日　SCAPIN-672　「日鮮間の引揚船配置に付引揚措置命令にに関する覚書」
- 1946年（昭和21年）1月29日　SCAPIN-673　「在日イタリア人等の引揚に関する中間回答に関する覚書」
- 1946年（昭和21年）1月29日　SCAPIN-674　「帝国政府書信の飛行機伝送廃止方通報に関する覚書」
- 1946年（昭和21年）1月29日　SCAPIN-675　「松本准尉の逮捕に関する覚書」
- 1946年（昭和21年）1月29日　SCAPIN-676　「引揚手続変更予定の通報に関する覚書」
- 1946年（昭和21年）1月29日　SCAPIN-677　「若干の外郭地域を政治上日本から分離することに関する件」
- 1946年（昭和21年）1月30日　SCAPIN-678　「ドイツ染料合名会社凍結預金の解除に関する覚書」
- 1946年（昭和21年）1月30日　SCAPIN-679　「台湾人帰国指令遵守方命令にに関する覚書」
- 1946年（昭和21年）1月30日　SCAPIN-680　「日大総長山岡萬之助』罷免方命令に関する覚書」
- 1946年（昭和21年）1月30日　SCAPIN-681　「貴金属取引申請承認に関する覚書」
- 1946年（昭和21年）1月30日　SCAPIN-682　「広島県竹内喜三郎人事課長罷免方命令に関する覚書
- 1946年（昭和21年）1月31日　SCAPIN-683　「一九四六年四月の日本人口調査に関する覚書」
- 1946年（昭和21年）1月31日　SCAPIN-684　「藤代所蔵の文書と貨幣に関する覚書」
- 1946年（昭和21年）1月31日　SCAPIN-685　「鮮人支払の鉄道運賃払戻に関する覚書」
- 1946年（昭和21年）1月31日　SCAPIN-686　「在日ドイツ人帰国希望者の居住等調査方命令に関する覚書」
- 1946年（昭和21年）1月31日　SCAPIN-687　「戦犯容疑者の逮捕に関する覚書」
- 1946年（昭和21年）1月31日　SCAPIN-688　「戦犯容疑者の逮捕に関する覚書」
- 1946年（昭和21年）1月31日　SCAPIN-689　「避難船の捜索に関する件」
- 1946年（昭和21年）2月1日　SCAPIN-690　「広島県知事に対する訓令に付注意喚起に関する件」
- 1946年（昭和21年）2月1日　SCAPIN-691　「工業上の目的の為に銀使用許可に関する件」
- 1946年（昭和21年）2月1日　SCAPIN-692　「フリツケ工業及ウインクラー会社凍結預金引出許可に関する覚書」
- 1946年（昭和21年）2月2日　SCAPIN-693　「桑種子及苗の対鮮輸出方命令に関する件」
- 1946年（昭和21年）2月3日　SCAPIN-694　「日本からの外国人の引揚に関する覚書」
- 1946年（昭和21年）2月3日　SCAPIN-695　「ビルマ人逮捕方命令に関する覚書」
- 1946年（昭和21年）2月3日　SCAPIN-699　「ハウエル・E・ジャクソン号に琉球人乘船方命令に関する覚書」
- 1946年（昭和21年）2月4日　SCAPIN-696　「赤木等一八名戦犯容疑者逮捕方命令に関する覚書」
- 1946年（昭和21年）2月4日　SCAPIN-697　「在パラウ医療品引揚申請拒否に関する覚書」
- 1946年（昭和21年）2月4日　SCAPIN-698　「ジフテリアの取締に関する覚書」
- 1946年（昭和21年）2月4日　SCAPIN-703　「連合国最高司令官権限のある代表者の信任状に関する覚書」
- 1946年（昭和21年）2月5日　SCAPIN-700　「米軍の権下に在る邦人の出産及死亡証明書の回答に関する覚書」
- 1946年（昭和21年）2月5日　SCAPIN-701　「大島における追加航空保安施設の運用に関する覚書」
- 1946年（昭和21年）2月5日　SCAPIN-702　「カトリック教会凍結預金の解除命令に関する覚書」
- 1946年（昭和21年）2月5日　SCAPIN-704　「特殊会社の報吿刊行に付ての回答に関する覚書」
- 1946年（昭和21年）2月5日　SCAPIN-706　「復員省の運営する無線通信に関する覚書」
- 1946年（昭和21年）2月6日　SCAPIN-705　「支那向爆発物を戶幡丸に積込方命令に関する覚書」
- 1946年（昭和21年）2月6日　SCAPIN-707　「台湾商工銀行と華南銀行の日本国内にある事務所閉鎖に関する覚書」
- 1946年（昭和21年）2月6日　SCAPIN-708　「田邊引揚者受入所に台湾よりの邦人帰国に関する覚書」
- 1946年（昭和21年）2月6日　SCAPIN-709　「朝鮮向植物種子輸出方命令に関する覚書」
- 1946年（昭和21年）2月6日　SCAPIN-710　「帰朝邦人携行の旅行信用状及米貨処理申請拒否に関する覚書」
- 1946年（昭和21年）2月6日　SCAPIN-711　「民需軍需用絹解放制限に関する覚書」
- 1946年（昭和21年）2月6日　SCAPIN-712　「支那向蚕卵紙一五万枚輸出方命令に関する覚書」
- 1946年（昭和21年）2月6日　SCAPIN-713　「絹刺繡及縫糸を占領軍に売渡方命令に関する覚書」
- 1946年（昭和21年）2月6日　SCAPIN-714　「在満州邦人救済に関し中間回答に関する覚書」
- 1946年（昭和21年）2月6日　SCAPIN-715　「下村定大将逮捕方命令に関する覚書」
- 1946年（昭和21年）2月6日　SCAPIN-716　「海軍特務部に関する覚書」
- 1946年（昭和21年）2月6日　SCAPIN-717　「パラウ島より帰還復員軍人より取上げたる資金返還拒否に関する覚書」
- 1946年（昭和21年）2月6日　SCAPIN-718　「桑苗を対支輸出命令に関する覚書」
- 1946年（昭和21年）2月7日　SCAPIN-719　「支那向枕木輸出方命令に関する覚書」
- 1946年（昭和21年）2月7日　SCAPIN-720　「日産液体燃料株式会社による株式に対する第3回募集支払許可申請拒否に関する覚書」
- 1946年（昭和21年）2月8日　SCAPIN-721　「帰還者が日本に持ち帰る通貨並に金融上の諸證書に関する覚書」
- 1946年（昭和21年）2月8日　SCAPIN-722　「下村定大将の巣鴨入所命令に関する覚書」
- 1946年（昭和21年）2月8日　SCAPIN-723　「皇室財産に関する覚書」
- 1946年（昭和21年）2月8日　SCAPIN-724　「朝鮮向大根種子等の輸送に関し報吿書提出方命令に関する覚書」
- 1946年（昭和21年）2月9日　SCAPIN-725　「日泰間無線裝置設置一時見合せ方命令に関する覚書」
- 1946年（昭和21年）2月9日　SCAPIN-726　「朝鮮人引揚に関する覚書」
- 1946年（昭和21年）2月10日　SCAPIN-727　「工業用爆発物の製造に関する覚書」
- 1946年（昭和21年）2月10日　SCAPIN-728　「鉄鋼統制会の解散に関する覚書」
- 1946年（昭和21年）2月10日　SCAPIN-729　「朝鮮人受刑者の受刑前帰国禁止に関する覚書」
- 1946年（昭和21年）2月10日　SCAPIN-730　「小麦粉二百万ポンド引渡に関する覚書」
- 1946年（昭和21年）2月11日　SCAPIN-731　「引揚者待合所欠陥是正方命令に関する覚書」
- 1946年（昭和21年）2月12日　SCAPIN-732　「金、銀、貴金属及び宝石類を日本銀行支店から第八軍に引渡すことに関する覚書」
- 1946年（昭和21年）2月13日　SCAPIN-733　「地方無線放送の検閲に関する覚書」
- 1946年（昭和21年）2月14日　SCAPIN-734　「国際カルテル及び制限的な国際的契約の履行を禁止する法律案に関する覚書」
- 1946年（昭和21年）2月14日　SCAPIN-735　「リーダーズ・ダイジェスト紙日本語版出版に付命令に関する覚書」
- 1946年（昭和21年）2月14日　SCAPIN-736　「立川陸軍獣医部移転申請拒否に関する覚書」
- 1946年（昭和21年）2月14日　SCAPIN-737　「在外支店及代理店の日本に於ける負債弁済に関する申請拒否に関する覚書」
- 1946年（昭和21年）2月15日　SCAPIN-738　「大阪パリ間無電試験連絡許可に関する覚書」
- 1946年（昭和21年）2月15日　SCAPIN-739　「テニアン島より帰国せる邦人の所有にかかる受取証に関する覚書」
- 1946年（昭和21年）2月15日　SCAPIN-740　「天気予報の傍受に関する覚書」
- 1946年（昭和21年）2月16日　SCAPIN-741　「佐世保海軍工廠の業務復活方命令に関する覚書」
- 1946年（昭和21年）2月16日　SCAPIN-742　「東京支那間サンフランシスコ経由無電連絡に関する覚書」
- 1946年（昭和21年）2月16日　SCAPIN-743　「タバコ対鮮輸出方命令に関する覚書」
- 1946年（昭和21年）2月16日　SCAPIN-744　「鉄道車両対鮮輸出方命令に関する覚書」
- 1946年（昭和21年）2月17日　SCAPIN-745　「上映を禁止された日本映画に対する処置に関する覚書」
- 1946年（昭和21年）2月17日　SCAPIN-746　「朝鮮人、中華民国人、琉球人及び台湾省民の登録に関する覚書」
- 1946年（昭和21年）2月17日　SCAPIN-747　「北鮮、満州、樺太、千島居住邦人の救済及帰国に関する回答に関する覚書」
- 1946年（昭和21年）2月17日　SCAPIN-748　「戦犯者指名より「タヤ」除外に関する覚書」
- 1946年（昭和21年）2月18日　SCAPIN-749　「タキン、ツンオク及びアンキン、タキンバセイン逮捕方命令に関する覚書」
- 1946年（昭和21年）2月18日　SCAPIN-750　「帝国圧縮ガス会社に対し支払方命令に関する覚書」
- 1946年（昭和21年）2月18日　SCAPIN-751　「外国人引揚に関する指令修正に関する覚書」
- 1946年（昭和21年）2月18日　SCAPIN-752　「引揚船内の好ましからざる状況の改善方指令に関する覚書」
- 1946年（昭和21年）2月18日　SCAPIN-753　「在満州邦人の引揚に関し満州企業家連絡委員会に連絡に関する覚書」
- 1946年（昭和21年）2月18日　SCAPIN-754　「国際組織に関する文書等送付に関する覚書」
- 1946年（昭和21年）2月19日　SCAPIN-755　「三月事件、十月事件、十一月事件の文書要求に関する覚書」
- 1946年（昭和21年）2月19日　SCAPIN-756　「刑事裁判権の行使に関する覚書」
- 1946年（昭和21年）2月19日　SCAPIN-757　「朝鮮人及びその他干国民に課せられた判決文の再審に関する覚書」
- 1946年（昭和21年）2月20日　SCAPIN-758　「軍用戦車改造申請許可に関する覚書」
- 1946年（昭和21年）2月21日　SCAPIN-759　「金融機関の合併に関する覚書」
- 1946年（昭和21年）2月21日　SCAPIN-760　「救済目的の冬用衣類配給に関する覚書」
- 1946年（昭和21年）2月22日　SCAPIN-761　「在満州邦人救済要請中間回答に関する覚書」
- 1946年（昭和21年）2月22日　SCAPIN-762　「戦犯容疑者アライ以下逮捕方命令に関する覚書」
- 1946年（昭和21年）2月22日　SCAPIN-763　「戦犯容疑者菊地少尉逮捕方命令に関する覚書
- 1946年（昭和21年）2月22日　SCAPIN-764　「貴金属報吿洩れ（仙台）調査方命令に関する覚書」
- 1946年（昭和21年）2月22日　SCAPIN-765　「国内使用の為の金、銀、白金の解除に関する覚書」
- 1946年（昭和21年）2月23日　SCAPIN-766　「在外邦人宛郵便を引揚船に託送方許可に関する覚書」
- 1946年（昭和21年）2月23日　SCAPIN-767　「制限会社一覧表所載会社の戦災及び政府補償債権に関する覚書」
- 1946年（昭和21年）2月23日　SCAPIN-768　「本邦の気象観測指令変更に関する覚書」
- 1946年（昭和21年）2月23日　SCAPIN-769　「ドイツ人並びに自称オーストリア人及チェコスロバキア人の帰国に関する指令に関する覚書」
- 1946年（昭和21年）2月25日　SCAPIN-770　「都電二四時間運転方命令に関する覚書」
- 1946年（昭和21年）2月25日　SCAPIN-771　「帰国軍隊に依る公機関印持帰りに関する覚書」
- 1946年（昭和21年）2月25日　SCAPIN-772　「工業用爆発物の製造に関する覚書」
- 1946年（昭和21年）2月25日　SCAPIN-773　「連合軍用長距離電話設置方命令に関する覚書」
- 1946年（昭和21年）2月26日　SCAPIN-774　「橫浜正金銀行に対しスウェーデン公使館に救済費支払方命令に関する覚書」
- 1946年（昭和21年）2月26日　SCAPIN-776　「禁止図書その他の出版物に関する覚書」
- 1946年（昭和21年）2月26日　SCAPIN-777　「民事裁判権の行使に関する覚書」
- 1946年（昭和21年）2月27日　SCAPIN-775　「社会救済に関する覚書」　公的扶助4原則（無差別平等、公私分離、救済の国家責任、必要な救済を充足）の提示。
- 1946年（昭和21年）2月27日　SCAPIN-778　「由良無電施設の閉鎖及び引渡に関する覚書」
- 1946年（昭和21年）2月28日　SCAPIN-779　「ドイ氏等預金凍結方命令に関する覚書」
- 1946年（昭和21年）3月1日　SCAPIN-780　「引揚船に積込の船荷に関する覚書」
- 1946年（昭和21年）3月1日　SCAPIN-781　「引揚船内の不満足なる状態に関する覚書」
- 1946年（昭和21年）3月1日　SCAPIN-782　「日本外交官の引揚に関する覚書」
- 1946年（昭和21年）3月1日　SCAPIN-783　「連合軍に依る刑事機関使用に付回答に関する覚書」
- 1946年（昭和21年）3月2日　SCAPIN-784　「桑苗対支輸出方命令に関する覚書」
- 1946年（昭和21年）3月2日　SCAPIN-785　「阿部孝壮海軍中将逮捕方命令に関する覚書」
- 1946年（昭和21年）3月3日　SCAPIN-786　「揚子江に於ける船舶供興申請に付回答に関する覚書」
- 1946年（昭和21年）3月3日　SCAPIN-787　「旧戦犯容疑釈放者表通報に関する覚書」
- 1946年（昭和21年）3月3日　SCAPIN-788　「安倍孝壮海軍中将逮捕方命令に関する覚書」
- 1946年（昭和21年）3月3日　SCAPIN-789　「唐津港よりの引揚船経路変更に関する覚書」
- 1946年（昭和21年）3月3日　SCAPIN-791　「引揚事業に必要なる医療品供給に関する覚書」
- 1946年（昭和21年）3月4日　SCAPIN-790　「朝鮮より送金のクスミセイシの預金に付情報要求に関する覚書」
- 1946年（昭和21年）3月4日　SCAPIN-792　「筑紫丸にて外交官帰朝に付便宜供與に関する覚書」
- 1946年（昭和21年）3月4日　SCAPIN-793　「串本に航空援助施設設置要求に関する覚書」
- 1946年（昭和21年）3月5日　SCAPIN-794　「水路部の平時業務開始方命令に関する覚書」
- 1946年（昭和21年）3月5日　SCAPIN-795　「きざん丸乘員の鮮人一六名の引揚に関する覚書」
- 1946年（昭和21年）3月5日　SCAPIN-796　「対鮮桑苗輸出方命令に関する覚書」
- 1946年（昭和21年）3月5日　SCAPIN-797　「引揚者受入所に関する覚書」
- 1946年（昭和21年）3月6日　SCAPIN-798　「生糸の輸出に関する覚書」
- 1946年（昭和21年）3月6日　SCAPIN-799　「占領軍およびその家族住宅建設計画に関する件」
- 1946年（昭和21年）3月6日　SCAPIN-800　「日本国内の信託会社による受益者への支払に関する覚書」
- 1946年（昭和21年）3月7日　SCAPIN-801　「離島所在気象台の業務開始方命令に関する覚書」
- 1946年（昭和21年）3月7日　SCAPIN-803　「復員計画に医薬品の供給挿入方命令に関する覚書」
- 1946年（昭和21年）3月8日　SCAPIN-802　「特許権及び特許権の制限に関する覚書」
- 1946年（昭和21年）3月8日　SCAPIN-804　「きざん丸乗船朝鮮人の引揚に関する覚書」
- 1946年（昭和21年）3月8日　SCAPIN-805　「気象情報速報のため無線施設設置方命令に関する覚書」
- 1946年（昭和21年）3月9日　SCAPIN-806　「台湾人引揚者の権益方命令に関する覚書」
- 1946年（昭和21年）3月9日　SCAPIN-807　「戦犯容疑者五二名逮捕方命令に関する覚書」
- 1946年（昭和21年）3月9日　SCAPIN-808　「戦犯容疑者名簿より一一名除外に関する覚書」
- 1946年（昭和21年）3月9日　SCAPIN-809　「大阪ロンドン間の無線連絡につき命令に関する覚書」
- 1946年（昭和21年）3月13日　SCAPIN-810　「別府引揚者受入所の改善方命令に関する覚書」
- 1946年（昭和21年）3月14日　SCAPIN-811　「現在の動態人口統計蒐集計画に関する覚書」
- 1946年（昭和21年）3月14日　SCAPIN-812　「日本政府に対する石油売却に関する覚書」
- 1946年（昭和21年）3月14日　SCAPIN-813　「東京芝浦電気株式会社外六社並にその子会社及び関連会社を「制限会社一覧表」に追加する件に関する覚書」
- 1946年（昭和21年）3月14日　SCAPIN-814　「輸出手続に関する覚書」
- 1946年（昭和21年）3月14日　SCAPIN-815　「交易営団及び日本雑貨貿易振興会社の解散に関する覚書」
- 1946年（昭和21年）3月14日　SCAPIN-816　「原田熊吉中将逮捕方命令に関する覚書」
- 1946年（昭和21年）3月15日　SCAPIN-817　「引揚船不良状況改善方命令に関する覚書」
- 1946年（昭和21年）3月15日　SCAPIN-818　「日本に対する小麦粉の引渡に関する覚書」
- 1946年（昭和21年）3月15日　SCAPIN-819　「岡崎熊男戦犯容疑者より除外に関する覚書」
- 1946年（昭和21年）3月15日　SCAPIN-820　「宮崎県の旧陸海軍施設解除に関する覚書」
- 1946年（昭和21年）3月16日　SCAPIN-821　「永野修身大将逮捕命令に関する覚書」
- 1946年（昭和21年）3月16日　SCAPIN-822　「引揚に関する覚書」
- 1946年（昭和21年）3月16日　SCAPIN-823　「占領軍及びその家族の住居計画に関する覚書」
- 1946年（昭和21年）3月17日　SCAPIN-824 「宣伝用刊行物の没収」の開始
- 1946年（昭和21年）3月18日　SCAPIN-825　「日本より琉球への引揚停止に関する覚書」
- 1946年（昭和21年）3月18日　SCAPIN-826　「戦犯容疑者の逮捕に関する覚書」
- 1946年（昭和21年）3月19日　SCAPIN-827　「恩給年金及び利益に関する覚書」
- 1946年（昭和21年）3月19日　SCAPIN-828　「引揚者処理の為の日本に於ける受入事務所に関する覚書」
- 1946年（昭和21年）3月19日　SCAPIN-829　「北朝鮮に本籍を有する朝鮮人の日本引揚停止に関する覚書」
- 1946年（昭和21年）3月20日　SCAPIN-830　「理研金属製造株式会社を「制限会社一覧表」に追加する件」
- 1946年（昭和21年）3月20日　SCAPIN-831　「富士産業会社の子会社を「制限会社一覧表」に追加する件」
- 1946年（昭和21年）3月22日　SCAPIN-832　「荷物積込の為の引揚船の使用に関する覚書」
- 1946年（昭和21年）3月22日　SCAPIN-833　「占領軍の実弾射撃地区につき命令に関する覚書」
- 1946年（昭和21年）3月22日　SCAPIN-834　「米国政府生活物資、屑鉄及び廃品を日本で売却することに関する覚書」
- 1946年（昭和21年）3月22日　SCAPIN-835　「小野田セメント株式会社を制限会社一覧表に追加する件」
- 1946年（昭和21年）3月22日　SCAPIN-841　伊豆諸島及び、孀婦岩を含むそれ以北の南方諸島を日本の領域と指定。
- 1946年（昭和21年）3月23日　SCAPIN-836　「伊豆諸島への引揚に関する覚書」
- 1946年（昭和21年）3月24日　SCAPIN-837　「連合国軍将兵よりの物資購買の禁止に関する覚書」
- 1946年（昭和21年）3月24日　SCAPIN-838　「潤滑油売渡に関する覚書」
- 1946年（昭和21年）3月25日　SCAPIN-839　「沖繩より帰還途上の六朝鮮人につき命令に関する覚書」
- 1946年（昭和21年）3月25日　SCAPIN-840　「戦犯容疑者二〇名逮捕方命令に関する覚書」
- 1946年（昭和21年）3月25日　SCAPIN-847　「小笠原諸島及び火山列島近海に於ける捕鯨業に関する覚書」
- 1946年（昭和21年）3月25日　SCAPIN-853　「刑事裁判権の行使に関する覚書」（SCAPIN-756）の修正。
- 1946年（昭和21年）3月27日　SCAPIN-842　「生糸の輸出に関する覚書」
- 1946年（昭和21年）3月27日　SCAPIN-843　「宣伝出版物の没収に関する覚書―補足第一号」
- 1946年（昭和21年）3月27日　SCAPIN-844　「引揚人の日本へ持ち帰る通貨に関する覚書」
- 1946年（昭和21年）3月27日　SCAPIN-846　「好ましくない人物と思われる者の公職就任の一時停止に関する覚書」
- 1946年（昭和21年）3月27日　SCAPIN-844　「引揚人の日本へ持ち帰る通貨に関する覚書」
- 1946年（昭和21年）3月28日　SCAPIN-848　「満鉄及び満州重工業開発株式会社の子会社の在日本事務所閉鎖に関する覚書」
- 1946年（昭和21年）3月29日　SCAPIN-845　「住友本社の子会社を制限会社一覧表に追加する件」
- 1946年（昭和21年）3月29日　SCAPIN-849　「ヒキタ伍長逮捕方命令に関する覚書」
- 1946年（昭和21年）4月1日　SCAPIN-850　「大村一等陸尉を戦犯容疑者より除外に関する覚書」
- 1946年（昭和21年）4月2日　SCAPIN-851　「戦犯容疑者逮捕方指令に関する覚書」
- 1946年（昭和21年）4月2日　SCAPIN-852　「非日本人の日本入国および登録に関する覚書」
- 1946年（昭和21年）4月3日　SCAPIN-855　「安田保善社の子会社を制限会社一覧表に追加する件」
- 1946年（昭和21年）4月3日　SCAPIN-856　「政府貸付保証及び政府補助機関による借入に関する覚書」
- 1946年（昭和21年）4月4日　SCAPIN-857　「高知県敎育部長森島氏追放指令に関する覚書」
- 1946年（昭和21年）4月4日　SCAPIN-858　「野村合名会社の子会社を制限会社一覧表に追加する件」
- 1946年（昭和21年）4月4日　SCAPIN-859　「持株会社整理委員会に関する覚書」
- 1946年（昭和21年）4月4日　SCAPIN-860　「榖物二五〇万対度受取方命令に関する覚書」
- 1946年（昭和21年）4月5日　SCAPIN-861　「連合国と交戦関係に在った諸国の国民に対する制限に関する覚書」
- 1946年（昭和21年）4月5日　SCAPIN-862　「古河鉱業を制限会社表に追加方命令に関する覚書」
- 1946年（昭和21年）4月5日　SCAPIN-863　「指定金融機関及び強制貸付制度の撤廃に関する覚書」
- 1946年（昭和21年）4月6日　SCAPIN-864　「小野寺信少将巣鴨拘置所入所予定の旨記錄方命令に関する覚書」
- 1946年（昭和21年）4月6日　SCAPIN-865　「引揚船中のコレラ検疫処置に関する覚書」
- 1946年（昭和21年）4月6日　SCAPIN-866　「小売商店にある絹製品の解除に関する覚書」
- 1946年（昭和21年）4月7日　SCAPIN-867　「病院船の補給に関する覚書」
- 1946年（昭和21年）4月7日　SCAPIN-868　「永井邦夫を戦犯容疑者として逮捕方命令より除外に関する覚書」
- 1946年（昭和21年）4月7日　SCAPIN-869　「岡敬純海軍中尉を逮捕命令に関する覚書」
- 1946年（昭和21年）4月8日　SCAPIN-870　「輸出向絹纖物の生産に関する覚書」
- 1946年（昭和21年）4月9日　SCAPIN-871　「有毒飲料の取引取締に関する覚書」
- 1946年（昭和21年）4月9日　SCAPIN-872　「中華民国人、台湾省民、及び朝鮮人の引揚に関する覚書」
- 1946年（昭和21年）4月10日　SCAPIN-873　「本川貞憲兵大尉逮捕方命令に関する覚書」
- 1946年（昭和21年）4月10日　SCAPIN-874　「『ブレオン』ガス生産再開許可に関する覚書」
- 1946年（昭和21年）4月12日　SCAPIN-875　「金・銀・宝石を日本銀行支店より米第八軍に引渡に関する覚書」
- 1946年（昭和21年）4月13日　SCAPIN-876　「華人、台湾人及鮮人引揚に関する四月九日付指令変更に関する覚書」
- 1946年（昭和21年）4月13日　SCAPIN-877　「戦犯容疑者二二名逮捕方命令に関する覚書」
- 1946年（昭和21年）4月14日　SCAPIN-878　「織機業者及び製造業者の所有する輸出可能等級の生糸に関する覚書」
- 1946年（昭和21年）4月15日　SCAPIN-879　「田村浩俘虜情報局長官を逮捕方命令に関する覚書」
- 1946年（昭和21年）4月17日　SCAPIN-880　「木村兵太郎元陸軍次官逮捕の旨通報に関する覚書」
- 1946年（昭和21年）4月17日　SCAPIN-881　「米軍貯蔵食糧を沖繩より引渡方命令に関する覚書」
- 1946年（昭和21年）4月18日　SCAPIN-882　「連合国最高司令部管理下の陸軍工廠及び硏究所の解除申請書提出方法に関する覚書」
- 1946年（昭和21年）4月18日　SCAPIN-883　「指定個人の預金勘定に対する緊急措置勅令の条項の適用を免除に関する覚書」
- 1946年（昭和21年）4月19日　SCAPIN-884　「陸軍当て国際無線電話に関する覚書」
- 1946年（昭和21年）4月19日　SCAPIN-885　「掠奪された財産の没収と報告に関する覚書」
- 1946年（昭和21年）4月20日　SCAPIN-886　「市丸敎師の罷免等の命令に関する覚書」
- 1946年（昭和21年）4月20日　SCAPIN-887　「戦犯容疑者二〇名を戰犯名簿より除外に関する覚書」
- 1946年（昭和21年）4月20日　SCAPIN-888　「石油の輸入指令変更に関する覚書」
- 1946年（昭和21年）4月20日　SCAPIN-889　「恩給基金として俸給よリ差引き払込んだ積立金の払戻及び元軍人に対する一般厚生年金保険の適用に関する覚書」
- 1946年（昭和21年）4月21日　SCAPIN-890　「米国陸軍の生活物資（21,331,666ポンドの肉缶詰）放出に関する覚書」
- 1946年（昭和21年）4月21日　SCAPIN-891　「鋼鉄船の製造に関する覚書」
- 1946年（昭和21年）4月22日　SCAPIN-892　「朝鮮人の引揚に関する覚書」
- 1946年（昭和21年）4月22日　SCAPIN-893　「三井本社の子会社を制限会社一覧表に追加する件に関する覚書」
- 1946年（昭和21年）4月23日　SCAPIN-895　「戦犯容疑者七名を逮捕の旨通報に関する覚書」
- 1946年（昭和21年）4月23日　SCAPIN-896　「戦犯容疑者一四名逮捕方命令に関する覚書」
- 1946年（昭和21年）4月23日　SCAPIN-897　「特定個人の財産の管理押收及び封鎖に関する覚書」」
- 1946年（昭和21年）4月24日　SCAPIN-898　「救済事業に国防献金を充当に対する指令に関する覚書」
- 1946年（昭和21年）4月24日　SCAPIN-899　「戦犯容疑者三名逮捕方命令に関する覚書」
- 1946年（昭和21年）4月25日　SCAPIN-894　「博多、唐津及び門司（戸畑）の受入事務所を無活動状態に置くことに関する覚書」
- 1946年（昭和21年）4月25日　SCAPIN-900　「輸出向物資凍結に関する覚書」
- 1946年（昭和21年）4月25日　SCAPIN-901　「絹布の輸出準備に関する覚書」
- 1946年（昭和21年）4月26日　SCAPIN-902　「軍人遺族に対し税関にて取引の日本円支払許可に関する覚書」
- 1946年（昭和21年）4月26日　SCAPIN-903　「戦犯容疑者今井を指令より除外に関する覚書」
- 1946年（昭和21年）4月26日　SCAPIN-904　「鮮人引揚者舞鶴受入所通過方命令に関する覚書」
- 1946年（昭和21年）4月26日　SCAPIN-905　「現存指令の不履行及びその結果生じた救済用予備物品の不足及び救済用衣類の不十分な配給に関する覚書」
- 1946年（昭和21年）4月27日　SCAPIN-906　「重光葵前外相逮捕方命令に関する覚書」
- 1946年（昭和21年）4月28日　SCAPIN-907　「梅津美治郎大将逮捕方命令に関する覚書」
- 1946年（昭和21年）4月28日　SCAPIN-908　「朝鮮よりの日本人引揚者に依る日本輸入の通貨に関する覚書」
- 1946年（昭和21年）4月29日　SCAPIN-909　「関昇士官戦犯容疑者として逮捕の旨通報に関する覚書」
- 1946年（昭和21年）4月30日　SCAPIN-910　「旧日本海軍艦艇の破壞に関する覚書」
- 1946年（昭和21年）4月30日　SCAPIN-911　「穀物の日本向積出に関する覚書」
- 1946年（昭和21年）4月30日　SCAPIN-912　「諸外国政府間電報取扱方命令に関する覚書」
- 1946年（昭和21年）5月1日　SCAPIN-913　「日本軍の医薬用麻薬在庫品の保管及び分配に関する覚書」
- 1946年（昭和21年）5月2日　SCAPIN-914　「戦犯容疑者馬場等六名巣鴨プリズンより釈放に関する覚書」
- 1946年（昭和21年）5月2日　SCAPIN-915　「戦犯容疑者大河内正敏巣鴨プリズンより釈放にに関する覚書」
- 1946年（昭和21年）5月2日　SCAPIN-916　「石川興二敎授罷免に関する覚書」
- 1946年（昭和21年）5月2日　SCAPIN-917　「田坂敎諭の復職、加藤敎諭の罷免に関する覚書」
- 1946年（昭和21年）5月3日　SCAPIN-918　「戦犯容疑者二一名逮捕方命令に関する覚書」
- 1946年（昭和21年）5月3日　SCAPIN-919　「帝国議会議員の公職よりの罷免及び除去に関する覚書」
- 1946年（昭和21年）5月4日　SCAPIN-920　「駆虫及び駆鼠取締官の任命に関する覚書」
- 1946年（昭和21年）5月4日　SCAPIN-921　「天然痘の予防接種に関する覚書」
- 1946年（昭和21年）5月4日　SCAPIN-922　「日本に於けるDDTの製造に関する覚書」
- 1946年（昭和21年）5月4日　SCAPIN-923　「三井家の支配する会社及び住友本社の子会社を制限会社一覧表に追加する件」
- 1946年（昭和21年）5月6日　SCAPIN-924　「戦犯容疑者吉野、菊地を逮捕方命令に関する覚書」
- 1946年（昭和21年）5月6日　SCAPIN-925　「在ダブリン日本総領事の職務終止通吿方命令に関する覚書」
- 1946年（昭和21年）5月6日　SCAPIN-926　「連合国国民に対する日本所在の財産の返還手続に関する覚書」
- 1946年（昭和21年）5月7日　SCAPIN-927　「引揚の件」の修正
- 1946年（昭和21年）5月7日　SCAPIN-928　「引揚に関係する修正覚書交付に関する覚書」
- 1946年（昭和21年）5月7日　SCAPIN-929　「藤野中尉逮捕につき命令に関する覚書」
- 1946年（昭和21年）5月7日　SCAPIN-930　「昭和二一年度第二四半期用金銀等の解除につき指令に関する覚書」
- 1946年（昭和21年）5月7日　SCAPIN-931　「川崎重工業株式会社の子会社を制限会社一覧表に追加する件」
- 1946年（昭和21年）5月7日　SCAPIN-932　「縣康敎諭復職方命令に関する覚書」
- 1946年（昭和21年）5月8日　SCAPIN-933　「海外軍事法廷裁判の情況提供に関する覚書」
- 1946年（昭和21年）5月8日　SCAPIN-934　「花巻中学校長の罷免方命令に関する覚書」
- 1946年（昭和21年）5月8日　SCAPIN-935　「平松敎頭の罷免方命令に関する覚書」
- 1946年（昭和21年）5月9日　SCAPIN-936　「日本軍の建物、施設及び用地に関する覚書」
- 1946年（昭和21年）5月9日　SCAPIN-937　「戦犯人一六名朝鮮より巣鴨に輸送の旨通報に関する覚書」
- 1946年（昭和21年）5月9日　SCAPIN-938　「連合国と交戦した諸国の国民に対する制限に関する覚書」
- 1946年（昭和21年）5月9日　SCAPIN-939　「戦犯容疑者三名逮捕方命令に関する覚書」
- 1946年（昭和21年）5月9日　SCAPIN-940　「閉鎖機関と請求権についての出訴期間の限定に関する覚書」
- 1946年（昭和21年）5月10日　SCAPIN-941　「ヨコムラ中学校長の罷免方命令に関する覚書」
- 1946年（昭和21年）5月10日　SCAPIN-942　「オランダ領インド向引揚船に痘菌積込方命令に関する覚書」
- 1946年（昭和21年）5月10日　SCAPIN-943　「輸出入物資の報告に関する覚書」
- 1946年（昭和21年）5月11日　SCAPIN-944　「人口移動の統制に関する覚書」
- 1946年（昭和21年）5月11日　SCAPIN-945　「政府の公衆保健及び厚生活動の再組織に関する覚書」
- 1946年（昭和21年）5月12日　SCAPIN-946　「戦犯容疑者ノスに手当方命令に関する覚書」
- 1946年（昭和21年）5月13日　SCAPIN-947　「日本の郵便切手及び貨幣の図案に於けるある題材の禁止に関する覚書」
- 1946年（昭和21年）5月13日　SCAPIN-948　「外国為替資産の移管に関する覚書」
- 1946年（昭和21年）5月13日　SCAPIN-949　「鋼鉄漁船の建造許可に関する覚書」
- 1946年（昭和21年）5月13日　SCAPIN-950　「昭和電工株式会社及びその子会社を制限会社一覧表に追加する件に関する覚書」
- 1946年（昭和21年）5月14日　SCAPIN-951　「戦犯容疑者一五名釈放方通報に関する覚書」
- 1946年（昭和21年）5月14日　SCAPIN-952　「引揚船の乗船許可要請に関する覚書」
- 1946年（昭和21年）5月15日　SCAPIN-953　「小笠原原住民の引揚希望につき回答に関する覚書」
- 1946年（昭和21年）5月15日　SCAPIN-954　「柴田敬敎授の罷免に関する覚書」
- 1946年（昭和21年）5月15日　SCAPIN-955　「能代工業学校校長の罷免に関する覚書」
- 1946年（昭和21年）5月15日　SCAPIN-956　「谷口敎授の罷免に関する覚書」
- 1946年（昭和21年）5月15日　SCAPIN-957　「戦犯裁判の結果に関する覚書」
- 1946年（昭和21年）5月16日　SCAPIN-958　「アメリカ国民の行為と日本の法的手続に関する覚書」
- 1946年（昭和21年）5月17日　SCAPIN-959　「プレス・ワイヤレス・サービスのVLTメッセージへの拡張に関する覚書」
- 1946年（昭和21年）5月17日　SCAPIN-960　「経済安定本部に関する覚書」
- 1946年（昭和21年）5月17日　SCAPIN-961　「米国の通信社に支払うべき対米通信料で日本で前払された支払金の受取方法に関する覚書」
- 1946年（昭和21年）5月17日　SCAPIN-962　「肥料の生産、分配及び使用に関する覚書」
- 1946年（昭和21年）5月17日　SCAPIN-963　「真珠及び真珠製品の売買制限に関する覚書」
- 1946年（昭和21年）5月17日　SCAPIN-964　「戦犯容疑者ハトリの逮捕命令取消に関する覚書」
- 1946年（昭和21年）5月17日　SCAPIN-965　「封鎖勘定の利息支払に関する覚書」
- 1946年（昭和21年）5月17日　SCAPIN-966　「戦爭犯罪人裁判所の結果通報に関する覚書」
- 1946年（昭和21年）5月18日　SCAPIN-967　「日本の一九四六会計年度予算に関する覚書」
- 1946年（昭和21年）5月18日　SCAPIN-968　「合衆国船に邦人船員の乘員方法につき回答に関する覚書」
- 1946年（昭和21年）5月18日　SCAPIN-969　「承認商社宛電信取扱方命令に関する覚書」
- 1946年（昭和21年）5月21日　SCAPIN-970　「株式会社日立製作所の子会社を制限会社一覧表に追加する件」
- 1946年（昭和21年）5月21日　SCAPIN-971　「石油製品の受領及び配給に関する覚書」
- 1946年（昭和21年）5月21日　SCAPIN-972　「日産化学工業株式会社及びその子会社を制限会社一覧表に追加する件」
- 1946年（昭和21年）5月21日　SCAPIN-973　「戦犯容疑者の逮捕に関する覚書」
- 1946年（昭和21年）5月21日　SCAPIN-974　「日本の在外利益の代表に関する覚書」
- 1946年（昭和21年）5月22日　SCAPIN-975　「海軍徵用船処理に関する覚書に対し回答に関する覚書」
- 1946年（昭和21年）5月22日　SCAPIN-976　「復員軍人の教育就職に関する覚書」
- 1946年（昭和21年）5月22日　SCAPIN-977　「藤原銀次郎及び池田成彬を居宅逮捕より解放に関する覚書」
- 1946年（昭和21年）5月23日　SCAPIN-978　「台湾から塩の出荷に関する覚書」
- 1946年（昭和21年）5月23日　SCAPIN-979　「サイパン島等の原住民引揚につき指令に関する覚書」
- 1946年（昭和21年）5月23日　SCAPIN-980　「日本軍から受領し或は受領すべき資材、需品及び裝備に関する覚書」
- 1946年（昭和21年）5月24日　SCAPIN-981　「制限会社の役員に対する俸給支払に関する覚書」
- 1946年（昭和21年）5月25日　SCAPIN-982　「帝国鉱業開発株式会社及びその子会社、若干の大倉鉱業株式会社の子会社及び若干の三菱本社の子会社を制限会社一覽表に追加する件」
- 1946年（昭和21年）5月25日　SCAPIN-983　「戦犯者二名逮捕方命令に関する覚書」
- 1946年（昭和21年）5月25日　SCAPIN-984　「指令三号の修正に関する覚書」
- 1946年（昭和21年）5月26日　SCAPIN-985「戦犯者七名逮捕方命令に関する覚書」
- 1946年（昭和21年）5月28日　SCAPIN-986　「戦犯容疑者オータ・コーエツを逮捕指令に関する覚書」
- 1946年（昭和21年）5月28日　SCAPIN-987　「日本の航空機工場、造兵器廠及び研究所の管理、支配並に保護維持に関する覚書」
- 1946年（昭和21年）5月29日　SCAPIN-988　「戦犯容疑者三三名逮捕方命令に関する覚書」
- 1946年（昭和21年）5月29日　SCAPIN-989　「奄美大島及び宮古島と日本間の無線連絡につき指令に関する覚書」
- 1946年（昭和21年）5月30日　SCAPIN-990　「日本帝国政府の保有する輸入食糧及び米陸軍余剰食糧の毀損に関する覚書」
- 1946年（昭和21年）5月31日　SCAPIN-991　「戦犯容疑者二九名逮捕方命令に関する覚書」
- 1946年（昭和21年）5月31日　SCAPIN-992　「旧海軍艦艇に於ける司法権警察職務執行承認に関する覚書」
- 1946年（昭和21年）6月1日　SCAPIN-993　「復員庁設置に関する覚書」
- 1946年（昭和21年）6月3日　SCAPIN-994　「戦犯容疑者小西等三名の逮捕方命令に関する覚書」
- 1946年（昭和21年）6月3日　SCAPIN-995　「指定家族のなすべき報告」
- 1946年（昭和21年）6月4日　SCAPIN-996　「違法輸出入貿易に関する覚書」
- 1946年（昭和21年）6月4日　SCAPIN-997　「戦犯容疑者逮捕指令よりカチスカ削除方命令に関する覚書」
- 1946年（昭和21年）6月4日　SCAPIN-998　「日本郵船株式会社とその子会社、大阪商船株式会社とその子会社並に山下汽船株式会社とその子会社を制限会社一覧表に追加する件」
- 1946年（昭和21年）6月4日　SCAPIN-999　「封鎖勘定からの振替及び支払に関する覚書」
- 1946年（昭和21年）6月5日　SCAPIN-1000　「ドイツ帰国希望者に関する完全情報提出方命令に関する覚書」
- 1946年（昭和21年）6月6日　SCAPIN-1001　「津田信吾巣鴨プリズンより釈放通報に関する覚書」
- 1946年（昭和21年）6月6日　SCAPIN-1002　「旧日本海軍艦艇の破壞に関する覚書」
- 1946年（昭和21年）6月7日　SCAPIN-1003　「岡山県倉敷商工学校長等の行為に付、調査及び懲戒方命令に関する覚書」
- 1946年（昭和21年）6月8日　SCAPIN-1004　「特定の織物会社を制限会社一覧表に追加する件」
- 1946年（昭和21年）6月8日　SCAPIN-1008　「特定商社の活動制限及び報告要求に関する覚書」
- 1946年（昭和21年）6月8日　SCAPIN-1009　「東京ハワイ間の新聞電報取扱方命令に関する覚書」
- 1946年（昭和21年）6月9日　SCAPIN-1010　「大川周明を巣鴨拘置所より釈放に関する覚書」
- 1946年（昭和21年）6月11日　SCAPIN-1011　「封鎖勘定に関連してなされた貸付に対する利息支払に関する覚書」
- 1946年（昭和21年）6月11日　SCAPIN-1012　「戦犯容疑者ナガミネ逮捕方命令に関する覚書」
- 1946年（昭和21年）6月11日　SCAPIN-1013　「種痘の報吿期限延長許可に関する覚書」
- 1946年（昭和21年）6月12日　SCAPIN-1014　「戦犯容疑者一六名を名簿より削除方通報に関する覚書」
- 1946年（昭和21年）6月12日　SCAPIN-1015　「日本への不法入国抑壓に関する覚書」
- 1946年（昭和21年）6月12日　SCAPIN-1016　「現住家屋からドイツ国民の追立てを禁ずることに関する覚書」
- 1946年（昭和21年）6月12日　SCAPIN-1017　「商業用並に民間航空事業に関する覚書の修正に関する覚書」
- 1946年（昭和21年）6月12日　SCAPIN-1018　「左近司政三中将戦犯容疑者として指定に関する覚書」
- 1946年（昭和21年）6月13日　SCAPIN-1019　「日本国内電信回線による占領軍公務の取扱に関する覚書」
- 1946年（昭和21年）6月13日　SCAPIN-1020　「中国銀行大阪支店の閉鎖機関に於ける地位変更命令に関する覚書」」
- 1946年（昭和21年）6月13日　SCAPIN-1021　「松岡洋右巣鴨拘置所出所に付命令に関する覚書」
- 1946年（昭和21年）6月14日　SCAPIN-1022　「戦犯容疑者野口特務曹長逮捕方命令に関する覚書」
- 1946年（昭和21年）6月15日　SCAPIN-1023　「有形の産業設備に関する覚書」
- 1946年（昭和21年）6月15日　SCAPIN-1024　「鐘ヶ淵工業株式会社の子会社を制限会社一覧表に追加する件」
- 1946年（昭和21年）6月15日　SCAPIN-1025　「送還船の積載貨物減少方命令に関する覚書」
- 1946年（昭和21年）6月15日　SCAPIN-1026　「日本肥料株式会社の制限会社一覧表よりの解除申請に関する覚書」
- 1946年（昭和21年）6月15日　SCAPIN-1027　「戦犯容疑者四三名逮捕命令に関する覚書」
- 1946年（昭和21年）6月18日　SCAPIN-1028　「ゴム統制に関する覚書」
- 1946年（昭和21年）6月19日　SCAPIN-1029　「戦争犯罪裁判の結果に関する覚書」
- 1946年（昭和21年）6月20日　SCAPIN-1030　「外国との電信電話にフランス語追加方命令に関する覚書」
- 1946年（昭和21年）6月22日　SCAPIN-1031　「第二、第三海軍燃料庫を窒素肥料工場に転換方申請に対する回答に関する覚書」
- 1946年（昭和21年）6月22日　SCAPIN-1032　「旧支那傀儡政権外交官逮捕命令に関する覚書」
- 1946年（昭和21年）6月22日　SCAPIN-1033　「日本の漁業及び捕鯨業許可区域に関する件」
- 1946年（昭和21年）6月22日　SCAPIN-1034　「カナダ引揚邦人の携帯金を邦貨に引換へ方許可に関する覚書」
- 1946年（昭和21年）6月23日　SCAPIN-1035　「川南工業株式会社及びその子会社の活動制限と報告要求に関する覚書」
- 1946年（昭和21年）6月23日　SCAPIN-1036　「戦犯容疑者九名逮捕命令に関する覚書」
- 1946年（昭和21年）6月26日　SCAPIN-1037　「日本木材株式会社及び地方木材株式会社の解散に関する覚書」
- 1946年（昭和21年）6月27日　SCAPIN-1038　「工業用爆発物の製造に関する覚書」
- 1946年（昭和21年）6月27日　SCAPIN-1039　「朝鮮の洪水により送還中止方命令に関する覚書」
- 1946年（昭和21年）6月28日　SCAPIN-1040　「独立教育文化財団創立に対する国防献金の寄附計画に関する覚書」
- 1946年（昭和21年）6月28日　SCAPIN-1041　「邦満邦人救済金一億円交付方通報に関する覚書」
- 1946年（昭和21年）6月29日　SCAPIN-1042　「チタン工業株式会社を制限会社一覧表に追加する件」
- 1946年（昭和21年）6月29日　SCAPIN-1043　「日本車両製造株式会社の活動制限及び報告要求に関する覚書」
- 1946年（昭和21年）6月22日　SCAPIN-1044　「カナダ引揚邦人の携帯金を邦貨に引換へ方許可に関する覚書」
- 1946年（昭和21年）6月29日　SCAPIN-1045　「敎育者五名公職追放方命令に関する覚書」
- 1946年（昭和21年）6月29日　SCAPIN-1046　「地理科目の再開に関する覚書」
- 1946年（昭和21年）6月30日　SCAPIN-1047　「向井留任許可に関する覚書」
- 1946年（昭和21年）7月1日　SCAPIN-1048　「邦人の小笠原への帰還申請拒否に関する覚書」
- 1946年（昭和21年）7月2日　SCAPIN-1049　「横浜正金銀行の解散案に関する覚書」
- 1946年（昭和21年）7月3日　SCAPIN-1050　「暹羅国人の送還に関する覚書」
- 1946年（昭和21年）7月4日　SCAPIN-1051　「A号補助軍票に関する覚書」
- 1946年（昭和21年）7月4日　SCAPIN-1052　「A号補助軍票の使用認可に関する覚書」
- 1946年（昭和21年）7月4日　SCAPIN-1053　「制限会社の名称変更に関する覚書」
- 1946年（昭和21年）7月6日　SCAPIN-1054　「サイパン島等の原住民送還方命令に関する覚書」
- 1946年（昭和21年）7月8日　SCAPIN-1055　「日産化学和歌山工場を肥料生産工場に転換申請一部承認に関する覚書」
- 1946年（昭和21年）7月8日　SCAPIN-1056　「日本にある外国映画の調査に関する覚書」
- 1946年（昭和21年）7月9日　SCAPIN-1057　「栗林商船株式を制限会社会社一覧表に追加する件」
- 1946年（昭和21年）7月10日　SCAPIN-1058　「宇部鉱山及び岩城セメントの業務制限及び報吿要求に関する覚書」
- 1946年（昭和21年）7月10日　SCAPIN-1059　「サイパン等の原住民送還指令変更に関する覚書」
- 1946年（昭和21年）7月10日　SCAPIN-1060　「前支那政権逓信大臣キヤン・フン・ケー逮捕方命令に関する覚書」
- 1946年（昭和21年）7月11日　SCAPIN-1061　「対鮮向鮮人送還再開方命令に関する覚書」
- 1946年（昭和21年）7月11日　SCAPIN-1062　「戦犯容疑者八名逮捕方命令に関する覚書」
- 1946年（昭和21年）7月12日　SCAPIN-1063　「警察及び消防官の政治団体參加禁止規則拒否に関する覚書」
- 1946年（昭和21年）7月15日　SCAPIN-1064　「戦犯容疑者五五名逮捕方命令に関する覚書」
- 1946年（昭和21年）7月16日　SCAPIN-1065　「輸出向物資凍結に関する覚書」
- 1946年（昭和21年）7月16日　SCAPIN-1066　「米国経由電信電話料金の支払に関する覚書」
- 1946年（昭和21年）7月16日　SCAPIN-1067　「日本電気株式会社の硏究所作業継続許可に関する覚書」
- 1946年（昭和21年）7月17日　SCAPIN-1068　「川崎、松平逮捕方命令取消に関する覚書」
- 1946年（昭和21年）7月19日　SCAPIN-1069　「連合国国民、中立国国民及び無国籍人への食糧配給に関する覚書」
- 1946年（昭和21年）7月20日　SCAPIN-1070　「琉球人送還停止方命令に関する覚書」
- 1946年（昭和21年）7月20日　SCAPIN-1071　「貴金属を日本銀行より米第八軍に引渡指令変更に関する覚書」
- 1946年（昭和21年）7月20日　SCAPIN-1072　「大阪ロンドン間無電連絡変更に関する覚書」
- 1946年（昭和21年）7月20日　SCAPIN-1073　「交易営団及び日本雑貨貿易振興会社の活動制限方命令に関する覚書」
- 1946年（昭和21年）7月21日　SCAPIN-1074　「朝鮮にコレラ発生につき検疫方命令に関する覚書」
- 1946年（昭和21年）7月22日　SCAPIN-1075　「戦犯容疑者逮捕方命令に関する覚書」
- 1946年（昭和21年）7月22日　SCAPIN-1076　「連合国国民に対する刑事裁判権に関する覚書」
- 1946年（昭和21年）7月23日　SCAPIN-1077　「大和産業株式会社及びその子会社を制限会社に追加する件」
- 1946年（昭和21年）7月23日　SCAPIN-1078　「理化学研究所の活動制限及び報告要求に関する覚書」
- 1946年（昭和21年）7月23日　SCAPIN-1079　「持株会社整理委員会に関する法規の件」
- 1946年（昭和21年）7月23日　SCAPIN-1080　「一九四六ー四七年度予算に関する覚書」
- 1946年（昭和21年）7月24日　SCAPIN-1081　「琉球人の引揚につき指令に関する覚書」
- 1946年（昭和21年）7月25日　SCAPIN-1082　「航空機工場、陸海軍造兵器廠及び研究所の一覧表修正に関する覚書」
- 1946年（昭和21年）7月25日　SCAPIN-1083　「掠奪財産の保管集積及び貯藏に関する覚書」
- 1946年（昭和21年）7月25日　SCAPIN-1084　「電気試験所業務継続許可に関する覚書」
- 1946年（昭和21年）7月26日　SCAPIN-1085　「琉球人引揚者識別票蒐集方命令に関する覚書」
- 1946年（昭和21年）7月26日　SCAPIN-1086　「松井春生都長官一時留任許可に関する覚書」
- 1946年（昭和21年）7月26日　SCAPIN-1087　「国際民間電話に支那語使用許可に関する覚書」
- 1946年（昭和21年）7月27日　SCAPIN-1088　「仙崎博多に残存の朝鮮人引揚方命令に関する覚書」
- 1946年（昭和21年）7月27日　SCAPIN-1089　「在北支第一復員省無電局閉鎖方命令に関する覚書」
- 1946年（昭和21年）7月29日　SCAPIN-1090　「戦犯容疑者田中逮捕命令に関する覚書」
- 1946年（昭和21年）7月29日　SCAPIN-1091　「戦犯容疑者逮捕方命令に関する覚書」
- 1946年（昭和21年）7月30日　SCAPIN-1092　「朝鮮人所有財産積出につき指令に関する覚書」
- 1946年（昭和21年）7月30日　SCAPIN-1093　「一九四六ー四七会計年度の特別会計予算に関する覚書」
- 1946年（昭和21年）7月30日　SCAPIN-1094　「連合国国民、中立国国民及び無国籍人に対する配給食糧に関する覚書」
- 1946年（昭和21年）7月31日　SCAPIN-1095　「無電による航空援助施設停止方命令に関する覚書」
- 1946年（昭和21年）8月1日　SCAPIN-1096　「米国東京間電話連絡拡充方命令に関する覚書」
- 1946年（昭和21年）8月1日　SCAPIN-1097　「九大総長荒川文六氏及び中橋海軍少佐を戦犯容疑者逮捕命令より除外に関する覚書」
- 1946年（昭和21年) 8月1日　SCAPIN-1098　「測候業務遂行指令変更に関する覚書」
- 1946年（昭和21年）8月3日　SCAPIN-1099　「戦犯裁判の結果につき通報に関する覚書」
- 1946年（昭和21年）8月3日　SCAPIN-1100　「日本北朝鮮間の郵便業務設定に関する覚書」
- 1946年（昭和21年）8月4日　SCAPIN-1101　「認定民間企業向け電信サービスに関する覚書」
- 1946年（昭和21年）8月7日　SCAPIN-1111　「東京米国間の無線電話に米政府の通話取扱方指令に関する覚書」
- 1946年（昭和21年）8月7日　SCAPIN-1112　「連合国国民、中立国国民及び無国籍人に対する配給食糧に関する覚書」
- 1946年（昭和21年）8月8日　SCAPIN-1113　「朝鮮への及び朝鮮よりの引揚にに関する覚書」
- 1946年（昭和21年）8月8日　SCAPIN-1114　「合衆国向米政府無電取扱方法変更命令に関する覚書」
- 1946年（昭和21年）8月12日　SCAPIN-1124　「離島所在測候所の気象報吿指令変更に関する覚書」
- 1946年（昭和21年）8月15日　SCAPIN-1137　「日本人引揚者の郵便局年金政策に関する覚書」
- 1946年（昭和21年）8月20日　SCAPIN-1142　「離島所在測候所の業務運営方命令に関する覚書」
- 1946年（昭和21年）8月20日　SCAPIN-1143　「連合国国民、中立国国民及び無国籍人に対する配給食糧に関する覚書」
- 1946年（昭和21年）8月20日　SCAPIN-1144　「電元社の制限会社一覧表よりの削除に関する覚書」
- 1946年（昭和21年）8月23日　SCAPIN-1151　「在日琉球人送還指令変更に関する覚書」
- 1946年（昭和21年）8月26日　SCAPIN-1156　「輸出手続に関する覚書」
- 1946年（昭和21年）8月31日　SCAPIN-1171　「逓信省所持のA型軍票記錄閲覧指令改訂に関する覚書」
- 1946年（昭和21年）9月6日　SCAPIN-1185　「認定民間企業向け電信サービスに関する覚書」
- 1946年（昭和21年）9月12日　SCAPIN-1197　「連合国軍人軍属の無線電信電話利用取扱指令改訂に関する覚書」
- 1946年（昭和21年）9月14日　SCAPIN-1204　「認定民間企業向け電信サービスに関する覚書」
- 1946年（昭和21年）9月17日　SCAPIN-1206　「英連邦と本邦との無電連絡取扱方命令に関する覚書」
- 1946年（昭和21年）9月17日　SCAPIN-1207　「連合国国民、中立国国民及び無国籍人に対する配給食糧に関する覚書」
- 1946年（昭和21年）9月18日　SCAPIN-1213　「旧戦犯容疑者の地位明確化に関する覚書」
- 1946年（昭和21年）9月19日　SCAPIN-1218　「民事並びに刑事裁判権に関する覚書の改正」
- 1946年（昭和21年）9月24日　SCAPIN-1228　「米国軍人等より発信の米国向無電支払方式変更に関する覚書」

+1946年（昭和21年）9月27日　SCAPIN-1236　「太平洋岸の石油精製所に関する覚書」
- 1946年（昭和21年）10月5日　SCAPIN-1252　「日産化学和歌山工場窒素肥料生産に一部承認転換取消に関する覚書」
- 1946年（昭和21年）10月10日　SCAPIN-1259　「戦犯容疑者の逮捕に関する覚書」
- 1946年（昭和21年）10月12日　SCAPIN-1266　日本史学科再開はSCAP認可の教科書使用を条件とする旨の指令
- 1946年（昭和21年）10月24日　SCAPIN-1291　「発動機燃料としてベンジン使用の件」
- 1946年（昭和21年）10月25日　SCAPIN-1294　石油関係法令廃止と配給会社解散を指令」
- 1946年（昭和21年）11月2日　SCAPIN-1309　「日米無線電話連絡橫浜局開設方命令に関する覚書」
- 1946年（昭和21年）11月2日　SCAPIN-1310　「第二及び第三海軍燃料廠を石炭窒素生産に転換申請等の回答に関する覚書」
- 1946年（昭和21年）11月5日　SCAPIN-1315　「旧戦犯容疑者の地位明確化に関する覚書」
- 1946年（昭和21年）11月6日　SCAPIN-1319　「琉球人の引揚につき指令に関する覚書」
- 1946年（昭和21年）11月6日　SCAPIN-1320　「神戸製鋼所及びその子会社を制限会社一覧表に追加する件」
- 1946年（昭和21年）11月13日　SCAPIN-1334　「宗教団体に供用中の国有地の処分に関する覚書」
- 1946年（昭和21年）11月21日　SCAPIN-1351　「認定企業向け電報サービスに関する覚書」
- 1946年（昭和21年）11月22日　SCAPIN-1354　「不当に移管された連合国財産の返還に関する覚書」
- 1946年（昭和21年）12月8日　SCAPIN-1403　「制限会社一覧表の作成に関する件」
- 1946年（昭和21年）12月9日　SCAPIN-1384　「日本帝国政府の購入する米国政府余剩財産に関する覚書」
- 1946年（昭和21年）12月10日　SCAPIN-1388　「石川島重工業株式会社とその子会社の活動制限及び報告要求に関する覚書」
- 1946年（昭和21年）12月14日　SCAPIN-1404　「太平洋岸の石油精製所に関する覚書」
- 1946年（昭和21年）12月26日　SCAPIN-1421　「ソ連及びソ連支配地域からの日本人引揚及び在日朝鮮人の北緯三十八度以北の朝鮮への引揚に関する件」
- 1947年（昭和22年）1月2日　SCAPIN-1433　「アメリカン、インターナショナル、アンダーライターコーボレーションの通信取扱方命令に関する覚書」
- 1947年（昭和22年）1月9日　SCAPIN-1450　「浦賀引揚援護局の閉鎖に関する件」
- 1947年（昭和22年）1月10日　SCAPIN-1458　「自動車類の登録に関する覚書」
- 1947年（昭和22年）1月15日　SCAPIN-1469　「戦犯容疑者林忠彦少佐逮捕方命令に関する覚書」
- 1947年（昭和22年）1月17日　SCAPIN-1474　「日本合衆国間ラジオ放送認可に関する覚書」
- 1947年（昭和22年）1月21日　SCAPIN-1480　「日本帝国政府の購入する米国政府余剩財産に関する覚書」
- 1947年（昭和21年）2月8日　SCAPIN-1513　「見本輸出手続に関する覚書」
- 1947年（昭和22年）2月12日　SCAPIN-1523　「日本におけるチフスの予防及び取締に関する件」
- 1947年（昭和22年）2月17日　SCAPIN-1530　「登録自動車の検査及び報告に関する覚書」
- 1947年（昭和22年）2月25日　SCAPIN-1543　「中国人たる台湾人の刑事裁判管轄からの除外に関する覚書」
- 1947年（昭和22年）3月8日　SCAPIN-1563　「逓信省の米国以外諸外国官用電報取扱方針指示に関する覚書」
- 1947年（昭和22年）3月24日　SCAPIN-1579　「UNIPRESS（東京）への着信メッセージの配送についてに関する覚書」
- 1947年（昭和22年）3月27日　SCAPIN-1586　「日本民間人の武器引渡に関する件」
- 1947年（昭和22年）3月31日　SCAPIN-1591　「東京バタヴィヤ間無線通信開始方命令に関する覚書」
- 1947年（昭和22年）4月5日　SCAPIN-1602　「石油製品の廃物の日本政府に対する売却に関する覚書」
- 1947年（昭和22年）4月11日　SCAPIN-1606　「パンアメリカン・ワールド・エアウェイズ・システムとノースウエスト航空の「トランスファード・アカウント」無線電話に関する覚書」
- 1947年（昭和22年）4月14日　SCAPIN-1609　「日本人の海外旅行者に対する旅行証明書に関する覚書」
- 1947年（昭和22年）4月18日　SCAPIN-1612　「日本並日本・ハワイ間私用無電通信許可に関する覚書」
- 1947年（昭和22年）4月26日　SCAPIN-1635　「在日本の公私倉庫にある全独逸人財産の凍結、押収、封鎖及び報告に関する件」
- 1947年（昭和22年）5月3日　SCAPIN-1654　「輸出手続に関する覚書」
- 1947年（昭和22年）5月6日　SCAPIN-1658　「測候所一九八ケ所開設方許可に関する覚書」
- 1947年（昭和22年）5月8日　SCAPIN-1659　「日英間無電通信に大阪＝コロンボ線を開始方命令に関する覚書」
- 1947年（昭和22年）5月10日　SCAPIN-1664　「イムライフインターナショナル東京支社が提出したメッセージの口座振替に関する覚書」
- 1947年（昭和22年）5月12日　SCAPIN-1668　「陸地測量標の復旧等に関する指令一部変更に関する覚書」
- 1947年（昭和22年）5月14日　SCAPIN-1673　「琉球発受郵便物を万国郵便協約により取扱方命令に関する覚書」
- 1947年（昭和22年）5月20日　SCAPIN-1688　「IE第百号、IE第二百号及びIE第三百号、書式に対する権利侵害條項に関する覚書」
- 1947年（昭和22年）5月27日　SCAPIN-1707　「東京・マニラ間直接遠距離通信回路の設立並に操作開始に関する覚書」
- 1947年（昭和22年）6月6日　SCAPIN-1721　「旧戦犯容疑者の地位明確化に関する覚書」
- 1947年（昭和22年　6月9日　SCAPIN-1725　「日本無線会社の現状変更及同子会社の制限会社よりの除外申請不許可に関する覚書」
- 1947年（昭和22年）6月27日　SCAPIN-1740　「刑事裁判権の行使第一項の改正に関する覚書」
- 1947年（昭和22年）7月14日　SCAPIN-1744　「認可済無線通信局地域別名簿其の他送附に関する覚書」
- 1947年（昭和22年）7月14日　SCAPIN-1746　「登錄略号宛名使用の外国来電配達法変更に関する覚書」
- 1947年（昭和22年）7月28日　SCAPIN-1753　「林兼商店及びその子会社を制限会社一覧表に追加する件」
- 1947年（昭和22年）8月1日　SCAPIN-1755　「占領軍軍人軍属の日米間無線電話取扱業務を大阪その他の都市に拡張方命令に関する覚書」
- 1947年（昭和22年）8月2日　SCAPIN-1756　「国際小包郵便、見本及び小荷物の税関検査に関する覚書」
- 1947年（昭和22年）8月4日　SCAPIN-1757　「連合国、中立国、敵国、特殊地位及び地位未決定の国の定義に関する覚書」
- 1947年（昭和22年）8月5日　SCAPIN-1758　「船舶に関する裁判権の行使に関する覚書」
- 1947年（昭和22年）8月10日　SCAPIN-1759　「米国経由米州宛電信許可に関する覚書」
- 1947年（昭和22年）8月10日　SCAPIN-1760　「ドイツ人・オーストリア人引揚に関する指令一部変更に関する覚書」
- 1947年（昭和22年）8月12日　SCAPIN-1761　「旧艦艇の破壊につき再命令に関する覚書」
- 1947年（昭和22年）8月12日　SCAPIN-1762　「大阪コロンボ間電信に関する指令変更等に関する覚書」
- 1947年（昭和22年）8月20日　SCAPIN-1763　「日本政府に売渡された米国政府余剰車両の管理に関する覚書」
- 1947年（昭和22年）8月20日　SCAPIN-1764　「絹の処置に関する覚書」
- 1947年（昭和22年）8月20日　SCAPIN-1765　「英領各地宛電信許可に関する覚書」
- 1947年（昭和22年）8月25日　SCAPIN-1766　「在日本民間貿易代表による外国貿易支払證書使用に関する覚書」
- 1947年（昭和22年）9月9日　SCAPIN-1771　「国際有線及び無線通信の制限緩和に関する覚書の変更改訂方指令に関する覚書」
- 1947年（昭和22年）9月10日　SCAPIN-1772　「国際電信の宛名略號登錄申請を逓信省に於て受理方命令に関する覚書」
- 1947年（昭和22年）9月12日　SCAPIN-1775　「政府諸支出の削減に関する覚書」
- 1947年（昭和22年）9月12日　SCAPIN-1776　「受信人払新聞電報及び為替勘定電報の料金に関する手続改訂方命令に関する覚書」
- 1947年（昭和22年）9月13日　SCAPIN-1777　「支那、朝鮮及び沖繩との無線通信一般取扱業務開始方命令に関する覚書」
- 1947年（昭和22年）9月29日　SCAPIN-1786　「貿易帳の貿易に関する国際通信許可等に関する覚書」
- 1947年（昭和22年）10月3日　SCAPIN-1790　「料金後払の中国向新聞及び政府電報不受理に関する口頭指示確認に関する覚書」
- 1947年（昭和22年）10月8日　SCAPIN-1795　「米国経由通信擔送者特定電報受理に関する命令に関する覚書」
- 1947年（昭和22年）10月28日　SCAPIN-1809　「日本漁船の登録及び標識に対する指示に関する覚書」
- 1947年（昭和22年）10月31日　SCAPIN-1810　「大阪コロンボ回路無電通信の送信依頼受附その他取扱手続変更に関する覚書」
- 1947年（昭和22年）11月6日　SCAPIN-1812　「日本への入国港において引揚者により引渡された通貨及び金融證書類の集中に関する覚書」
- 1947年（昭和22年）11月12日　SCAPIN-1818　「前払による無線通信業務拡張にに関する覚書」
- 1947年（昭和22年）11月19日　SCAPIN-1823　「スェーデン、スイス、及びロシヤと日本間新聞及び政府電報料金にに関する覚書」
- 1947年（昭和22年）11月25日　SCAPIN-1827　「廃油製品処分に関し「輸入」及び「国内」製品区分等解釈の誤謬是正その他に関し命令に関する覚書」
- 1947年（昭和22年）12月6日　SCAPIN-1830　「海外との無電通信に関する指令変更に関する覚書」
- 1948年（昭和23年）1月9日　SCAPIN-1841　「連合国民、中立国民及び敵国民、並びに無国籍人に対する配給食糧に関する覚書」
- 1948年（昭和23年）1月22日　SCAPIN-1851　「国際電信料金の任意預託方式設定に関する命令に関する覚書」
- 1948年（昭和23年）2月4日　SCAPIN-1855　「農地改革ニ関スル覚書」 　遅滞なくSCAPIN-411土地改革指令を厳密に実行することを指示。
- 1948年（昭和23年）2月28日　SCAPIN-1866　「香港との直接無線通信開始の命令に関する覚書」
- 1948年（昭和23年）3月1日　SCAPIN-1867　「日本国国旗の掲揚に関する件」
- 1948年（昭和23年）3月1日　SCAPIN-1868　「解散団体所属財産の処分に関する件」
- 1948年（昭和23年）3月31日　SCAPIN-1872　「占領軍の需要に割当てられた資金の支出に関する覚書」
- 1948年（昭和23年）4月1日　SCAPIN-1874　「制限会社から特定の会社を除外する件」
- 1948年（昭和23年）4月5日　SCAPIN-1877　「米国、マニラ、朝鮮及び沖繩向け新聞、政府電報取扱に関する指令変更に関する覚書」
- 1948年（昭和23年）4月30日　SCAPIN-1887　「特定会社一覧表から特定企業を削除することに関する覚書」
- 1948年（昭和23年）6月8日　SCAPIN-1904　「米軍等EFM及びVLTの本国向電信利用制限に関する覚書」
- 1948年（昭和23年）6月8日　SCAPIN-1905　「立林産業等十二社を制限会社より除外する件」
- 1948年（昭和23年）6月9日　SCAPIN-1906　「合衆国からの個人引揚者処理に関する覚書」
- 1948年（昭和23年）6月15日　SCAPIN-1909　「山田工業を制限会社目錄より除外に関する覚書」
- 1948年（昭和23年）7月17日　SCAPIN-1921 「刑事裁判権の行使第一項の改正に関する覚書」（SCAPIN-1740）の一部改正。
- 1948年（昭和23年）7月27日　SCAPIN-1922　「日本欧州間無線電信発受の制限に関する覚書」
- 1948年（昭和23年）8月9日　SCAPIN-1926　「外国貿易手続の簡素化に関し命令に関する覚書」
- 1948年（昭和23年）9月7日　SCAPIN-1762/9　「大阪コロンボ間無線電信に関する覚書」
- 1948年（昭和23年）9月13日　SCAPIN-1933　「英占領軍用EFM及びVLTの通信取扱制限に関する覚書」
- 1948年（昭和23年）11月1日　SCAPIN-534/1　「日本にある外国商社、外国人が利害関係を有する商社との間の契約」（SCAPIN-534）からイタリア、フインランド、タイ、ブルガリア、ハンガリア及びルーマニアを削除。
- 1948年（昭和23年）11月1日　SCAPIN-1939「天然痘の予防接種に関する覚書」
- 1948年（昭和23年）11月9日　SCAPIN-1937　「刑事裁判権行使の改正に関する覚書」
- 1948年（昭和23年）11月6日　SCAPIN-1940　「大阪上海間無線電信開設方命令に関する覚書」
- 1948年（昭和23年）11月9日　SCAPIN-1941　「刑事裁判権の行使に関する覚書」
- 1948年（昭和23年）12月9日　SCAPIN-1947　「米国及マニラ経由政府電報の取扱改訂手続に関し通達に関する覚書」
- 1948年（昭和23年）12月13日　SCAPIN-1949　「占領軍日本人雇用入の健康診断、免疫及び医療等に関する日本政府の責任につき命令に関する覚書」
- 1948年（昭和23年）12月27日　SCAPIN-1951　「若干の会社を制限会社一覧表から削除する件」
- 1949年（昭和24年）1月6日　SCAPIN-1957　「地震の報告及び津波の予測に関する覚書」
- 1949年（昭和24年）1月11日　SCAPIN-1958　「若干の会社を制限会社一覧表から削除する件」
- 1949年（昭和24年）1月14日　SCAPIN-1962　「日本及び英連邦諸国間の占領軍用無線EFMの取扱にに関する覚書」
- 1949年（昭和24年）1月18日　SCAPIN-1966　「個人の日本入国及び出国時に携帶を認可される財産に関する覚書」
- 1949年（昭和24年）2月2日　SCAPIN-1968　「外国為替管理に関する件」
- 1949年（昭和24年）2月10日　SCAPIN-1970　「私有自動車類の売却及び転売に関する覚書」
- 1949年（昭和24年）2月14日　SCAPIN-484/1　「東京九州間航空用施設（航空標識）に対し四九年四月一日以後はPDを発給せざる旨及び右の日本側運営を許可せる旨の通報に関する覚書」
- 1949年（昭和24年）2月17日　SCAPIN-1973　「若干の会社を制限会社一覧表から削除する件」
- 1949年（昭和24年）2月23日　SCAPIN-1974　「福島、千葉及び茨城三県の爆擊演習危険区域通報に関する覚書」
- 1949年（昭和24年）2月24日　SCAPIN-1975　「国際私電の至急報取扱許可に関する覚書」
- 1949年（昭和24年）3月8日　SCAPIN-1980　「日米間無線電信改訂料金の両国間配分の公平化につき通達に関する覚書」
- 1949年（昭和24年）3月28日　SCAPIN-1987　「連合国民、中立国民及び敵国民並びに無国籍人に対する配給に関する覚書」
- 1949年（昭和24年）4月1日　SCAPIN-1988　「ガリオア及びエロア輸入物資の円勘定に関する覚書」
- 1949年（昭和24年）4月4日　SCAPIN-1989　「米子方面の空中射擊危険区域につき通達に関する覚書」
- 1949年（昭和24年）4月8日　SAPIN-1990　「連合国人の特許、実用新案、意匠の回復手続に関する覚書」
- 1949年（昭和24年）4月9日　SCAPIN-1991　「若干の会社を制限会社一覧表から削除する件」
- 1949年（昭和24年）4月12日　SCAPIN-1992　「九洲鳥島方面空爆演習危険区域通報に関する覚書」
- 1949年（昭和24年）4月12日　SCAPIN-1993　「日本政府に売却の米余剩自動車等に関する指令一部取消に関する覚書」
- 1949年（昭和24年）4月13日　SCAPIN-1994　「特定商社の活動制限及び報吿要求よりの解除に関する覚書」
- 1949年（昭和24年）4月22日　SCAPIN-1995　「石油精製副産物廃油の処分等につき通達に関する覚書」
- 1949年（昭和24年）4月22日　SCAPIN-1996　「逓信省発行の電話帳における進駐軍電話帳の抜粋の使用に関する覚書」
- 1949年（昭和24年）4月23日　SCAPIN-1997　「日本円に対する公式為替レートの設定に関する覚書」
- 1949年（昭和24年）4月23日　SCAPIN-1998　「日本から米国、ハワイ、マニラ宛の無線電信電話の取扱方法を改訂に関する覚書」
- 1949年（昭和24年）5月3日　SCAPIN-1999　「占領軍の需要に割当てられた資金に物資調達計算符合を採用する件に関する覚書」
- 1949年（昭和24年）5月4日　SCAPIN-2000　「警察無電局の削減方につき命令其他に関する覚書」
- 1949年（昭和24年）5月4日　SCAPIN-2001　「日本政府の国税行政の再編成に関する覚書」
- 1949年（昭和24年）5月10日　SCAPIN-2002　「宮城の占領軍衛兵駐在配祀の旨通達に関する覚書」
- 1949年（昭和24年）5月11日　SCAPIN-2003　「政府職員の退職手当に関する覚書」
- 1949年（昭和24年）5月11日　SCAPIN-2004　「證券取引所に関する覚書」
- 1949年（昭和24年）5月14日　SCAPIN-2005　「外国政府による不動産の取得に関する覚書」
- 1949年（昭和24年）5月16日　SCAPIN-2006　「特定商社の活動制限及び報告要求に関する覚書」
- 1949年（昭和24年）5月17日　SCAPIN-2007　「若干の会社を制限会社一覧表から削除する件」
- 1949年（昭和24年）6月7日　SCAPIN-2013　「若干の会社を制限会社一覧表から削除する件」
- 1949年（昭和24年）6月24日　SCAPIN-2020　「輸出促進のための外貨資金の購入に関する覚書」
- 1949年（昭和24年）6月27日　SCAPIN-2024　「日本台湾間無電開設許可に関する覚書」
- 1949年（昭和24年）7月8日　SCAPIN-2025　「日本政府に対する覚書の解除に関する覚書」SCAPIN-1530、5133-Aを解除
- 1949年（昭和24年）7月11日　SCAPIN-2026「輸入石油製品の代金の見返資金への繰入に関する覚書」
- 1949年（昭和24年）7月13日　SCAPIN-2027　「太平洋岸の石油精製所の操業及び原油の輸入に関する覚書」
- 1949年（昭和24年）7月15日　SCAPIN-2028　「国際高周波放送許可に関する覚書」
- 1949年（昭和24年）7月18日　SCAPIN-2029　「琉球向国際郵便取扱に関する覚書取消に関する覚書」
- 1949年（昭和24年）7月19日　SCAPIN-2030　「外国債権者の円預託勘定に関する覚書」
- 1949年（昭和24年）7月27日　SCAPIN-2034　「日本海外無線電話業務許可に関する覚書」
- 1949年（昭和24年）8月26日　SCAPIN-2039　「国軍人等の発信の米国向無線電信電話料金支払の受取方法改訂に関する覚書」
- 1949年（昭和24年）9月17日　SCAPIN-2045　「若干の会社を制限会社一覧表から削除する件」
- 1949年（昭和24年）9月19日　SCAPIN-2046　「日本の漁業及び捕鯨業許可区域に関する件」（SCAPIN-1033）を改正。竹島への接近禁止範囲が12海里から3海里へ縮小。
- 1949年（昭和24年）10月3日　SCAPIN-2049　「地震の報告及び津波の予測に関する覚書」
- 1949年（昭和24年）10月19日　SCAPIN-2052　「ケーブル･アンド･ワイヤレス社およびグレート･ノーザン･レグラフ社回線経由のポンド料金改定に関する覚書」
- 1949年（昭和24年）11月16日　SCAPIN-2056　「航空標識等の施設の運営に関する覚書」
- 1946年（昭和24年）11月22日　SCAPIN-2057　「若干の会社を活動制限及び報吿要求から解除する件」
- 1949年（昭和24年）11月22日　SCAPIN-2058　「若干の会社を制限会社一覧表から削除する件」
- 1949年（昭和24年）12月17日　SCAPIN-2065　「若干の会社を制限会社一覧表から削除する件」
- 1950年（昭和25年）1月5日　SCAPIN-2072　「日本人の海外旅行申請に関する件」
- 1950年（昭和25年）2月24日　SCAPIN-2085　「日本国際電気通信事業の合理化に関する覚書」
- 1950年（昭和25年）5月2日　SCAPIN-2093　「占領軍要求用基金の統制に関する覚書」
- 1950年（昭和25年）5月29日　SCAOIN-2099　「日本民間人の武器引渡指令に関する覚書」
- 1950年（昭和25年）6月8日　SCAPIN-2101　「日本政府の購入する米国政府余剩財産に関する覚書」
- 1950年（昭和25年）6月26日　SCAPIN-2104　「占領軍の需要に割当てられた資金のオブリゲーション及び支出の管理に関する覚書」
- 1950年（昭和25年）9月2日　SCAPIN-2121　「日本出入国者の携帯財産の統制に関する覚書取消に関する覚書」
- 1951年（昭和26年）3月8日　SCAPIN-2144　「石油の供給と配給に関する覚書」
- 1951年（昭和26年）6月2日　SCAPIN-2155　「旅券発行の権限に関する件」
- 1951年（昭和26年）7月20日　SCAPIN-2161　「射擊又は爆擊実施の警吿に関する覚書」
- 1951年（昭和26年）11月26日　SCAPIN-2185　「日本人の海外旅行に関する件」
- 1951年（昭和26年）12月5日 SCAPIN-677/1 「若干の外郭地域を政治上行政上日本から分離することに関する件」(SCAPIN-677)を改正。
日本の区域を北緯30度以北（口之島を除く）から北緯29度以北に変更し、トカラ列島が本土復帰。
- 1952年（昭和27年）4月26日　SCAPIN-2204　「スイスフラン取引の取消に関する覚書」